# ポール・ブラック
ポール・ブラック（Paul Bracq 、1933年12月13日 - ）は、フランスのカーデザイナー、画家である。

## 概要
1950年代から1990年代まで西ドイツ、フランスの自動車会社で活躍したカーデザイナー。
自動車の内外装のデザインのみならず画家、彫刻家、コーチビルダーとしての素養も持つ。
その多彩な才能を買われ1980年代末に行われた1930年代のブガッティ・ロワイアルの複製作業に協力を請われ、これを完成させている。

### 年表
- 1933年 - フランス・ジロンド県のボルドーに生まれる。
- 1950年 - パリにある家具デザインで有名なデザイン学校École Boulleに入学し木彫刻を学びながら、Chambre Syndicale de la Carrosserie（車体製造業者組合）にて製図工の技術を学ぶ。同校在学中に校内のコンテストにて木彫刻の部門で1位となる。1953年まで在籍。
- 1953年 - 自身のスケッチをL'Automobile誌の編集者に送ったことがきっかけでフランスのデザイナー フィリップ・シャルボノー（Philippe Charbonneaux）の下でアシスタントデザイナーとして働くことになる。ペガソのクーペ、レコード会社Pathé-Marconiの宣伝用高速トラック、サルムソンのサルーンのスタイリングデザインを手掛ける。トラクシオン・アバン15CV-SIX Hを基にしたフランス大統領専用車15CVプレジダンシャルのスタイリングデザインを担当する。1954年まで在籍。
- 1954年 - 西ドイツに於いてフランス陸軍通信部隊の軍務に就く。部隊の指揮官のスタッフカー（メルセデス・ベンツ車）の担当であった関係でダイムラー・ベンツ広報部のフォン・ウラッハ男爵（Fürst Albrecht von Urach）と出会う。兵役期間中にダイムラー・ベンツのデザイン部門の責任者であるオーストリア人カール・ヴィルフェルト（Karl Wilfert）との面接を受け同社に採用が決まる。1957年に除隊。
- 1957年 - 西ドイツの自動車会社ダイムラー・ベンツで先行デザインスタジオのチーフデザイナーとなる。1960年代の「縦目」と称される世代の車やスポーツカー及びトラック、バスを含めた各種の試作車のスタイリングデザインを担当する。またカタログ用や自社博物館所蔵の車両のイラストも数多く手掛ける。1967年まで在籍。
- 1967年 - フランスの鉄道車両製造会社でカロシェでもあるブリッソノー・エ・ロッツ（Brissonneau et Lotz）に移籍。BMW向けのV8エンジン搭載のクーペと1600TIクーペ、マトラ530用ミッドシップエンジン車、ゴルディーニの3Lエンジン搭載車、シムカ向けの試作車などのデザインに携わる。自動車以外ではフランスの高速鉄道TGVの内外装デザインを担当する。1970年まで在籍。
- 1970年 - 西ドイツの自動車会社BMWに移籍し、デザインディレクターとなる。ミュンヘンオリンピックを記念して製造されたBMW・Turboを始めとし、数字で表される各シリーズモデルの初代のスタイリングデザインを担当する。1974年まで在籍。
- 1974年 - フランスの自動車会社プジョーに移籍し、インテリアのデザイン責任者となる。第5世代車（X05）のほぼ全てと第6世代車（X06）の一部と数台のコンセプトモデルの内装を担当。504をベースとしたヨハネ・パウロ2世の専用車を担当する。1996年まで在籍。

## 代表作

### ダイムラー・ベンツ時代（1957年 - 1967年）
- メルセデス・ベンツ・W111/W112型 （1959年）クーペ、コンバーチブル
- メルセデス・ベンツ・W113型（1963年）
- メルセデス・ベンツ・W100型（1963年）
- メルセデス・ベンツ・W108/W109型（1965年）
- メルセデス・ベンツ・W114/W115型（1967年）セダン、クーペ

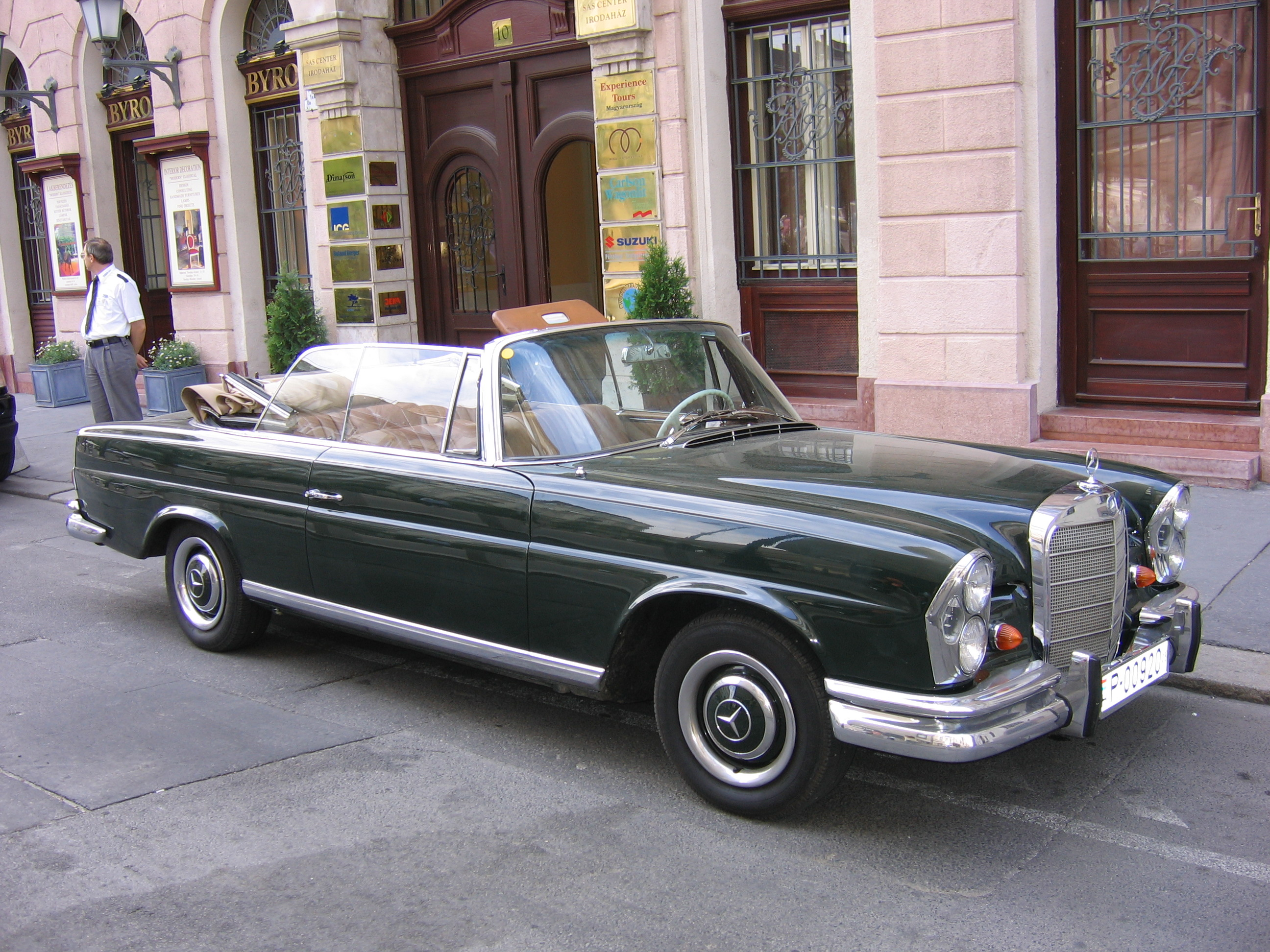
メルセデス・ベンツ・W111/W112型コンバーチブル
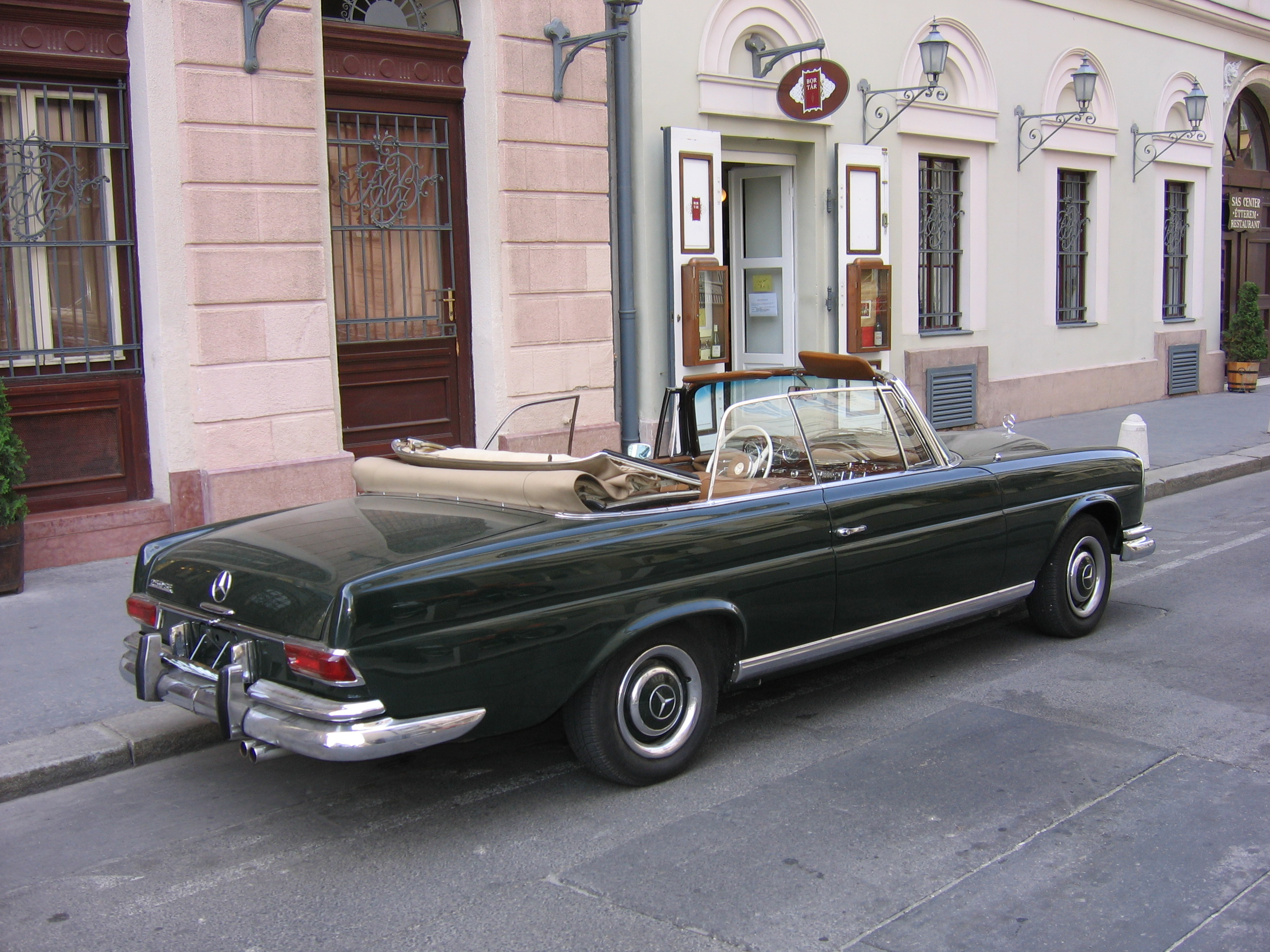
メルセデス・ベンツ・W111/W112型コンバーチブル
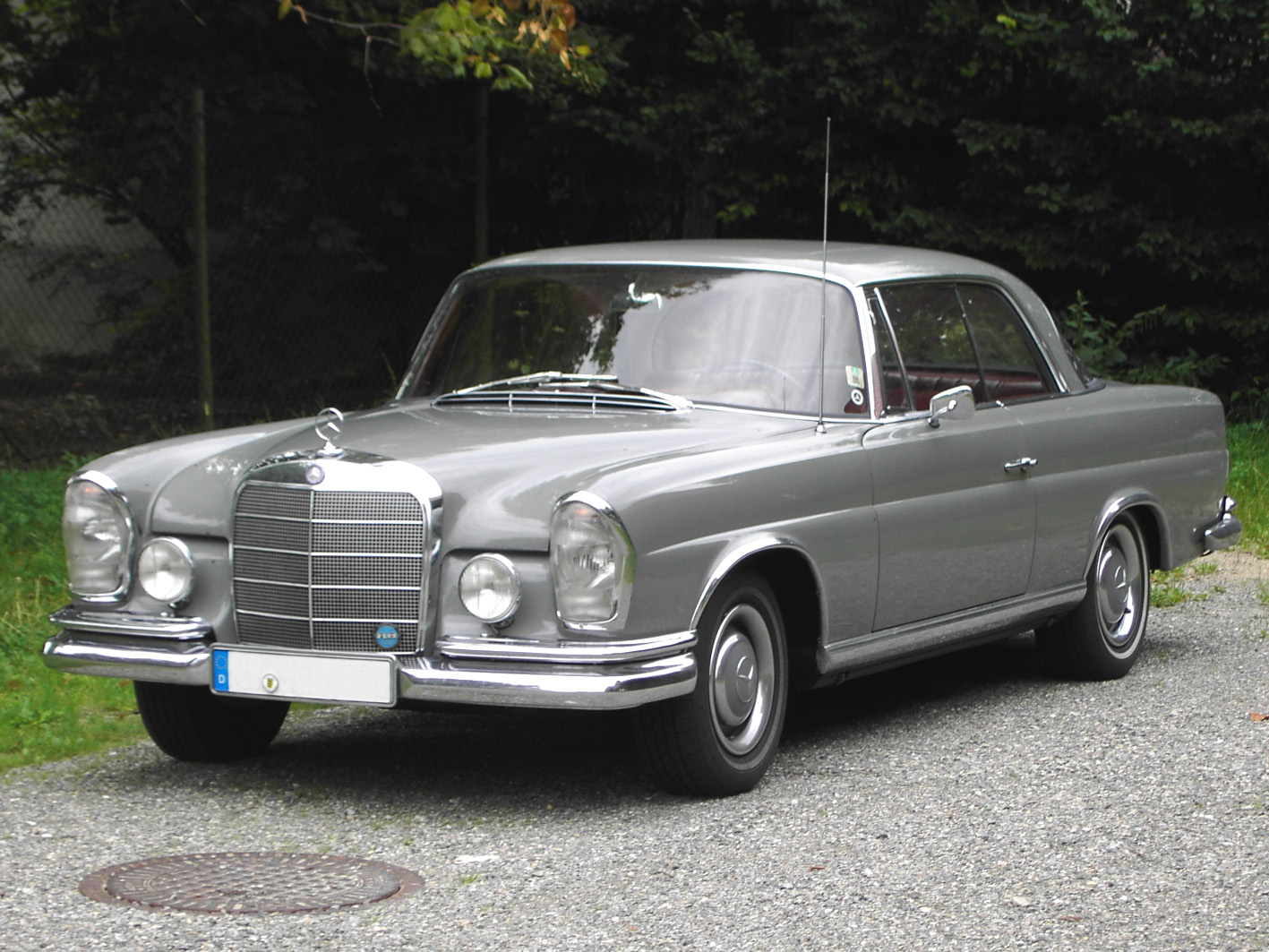
メルセデス・ベンツ・W111/W112型クーペ
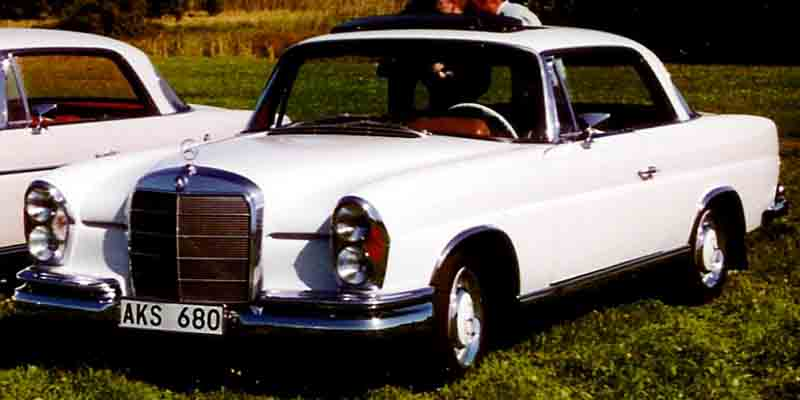
メルセデス・ベンツ・W111/W112型クーペ
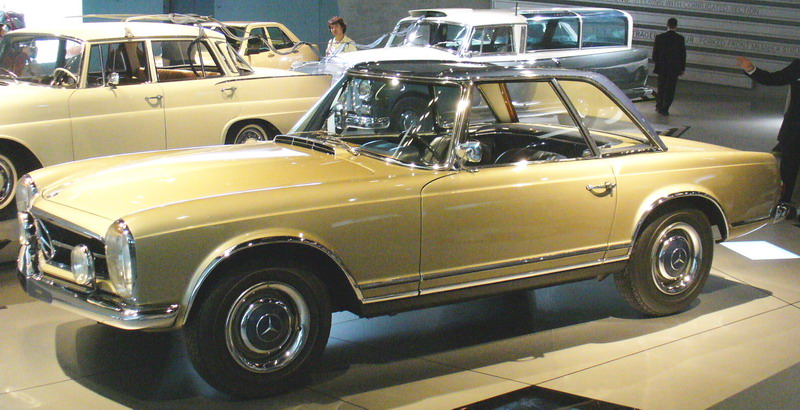
メルセデス・ベンツ・W113型
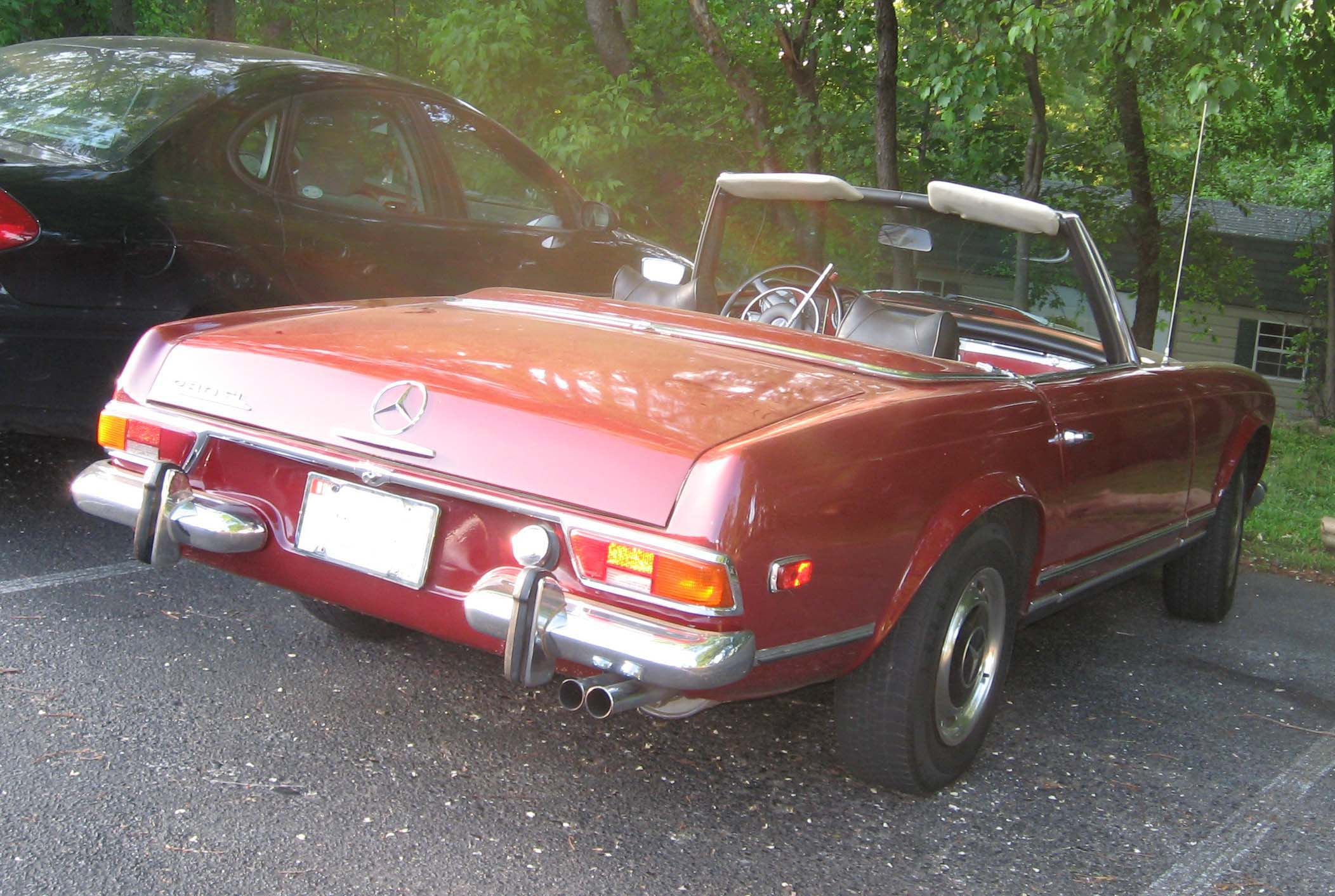
メルセデス・ベンツ・W113型
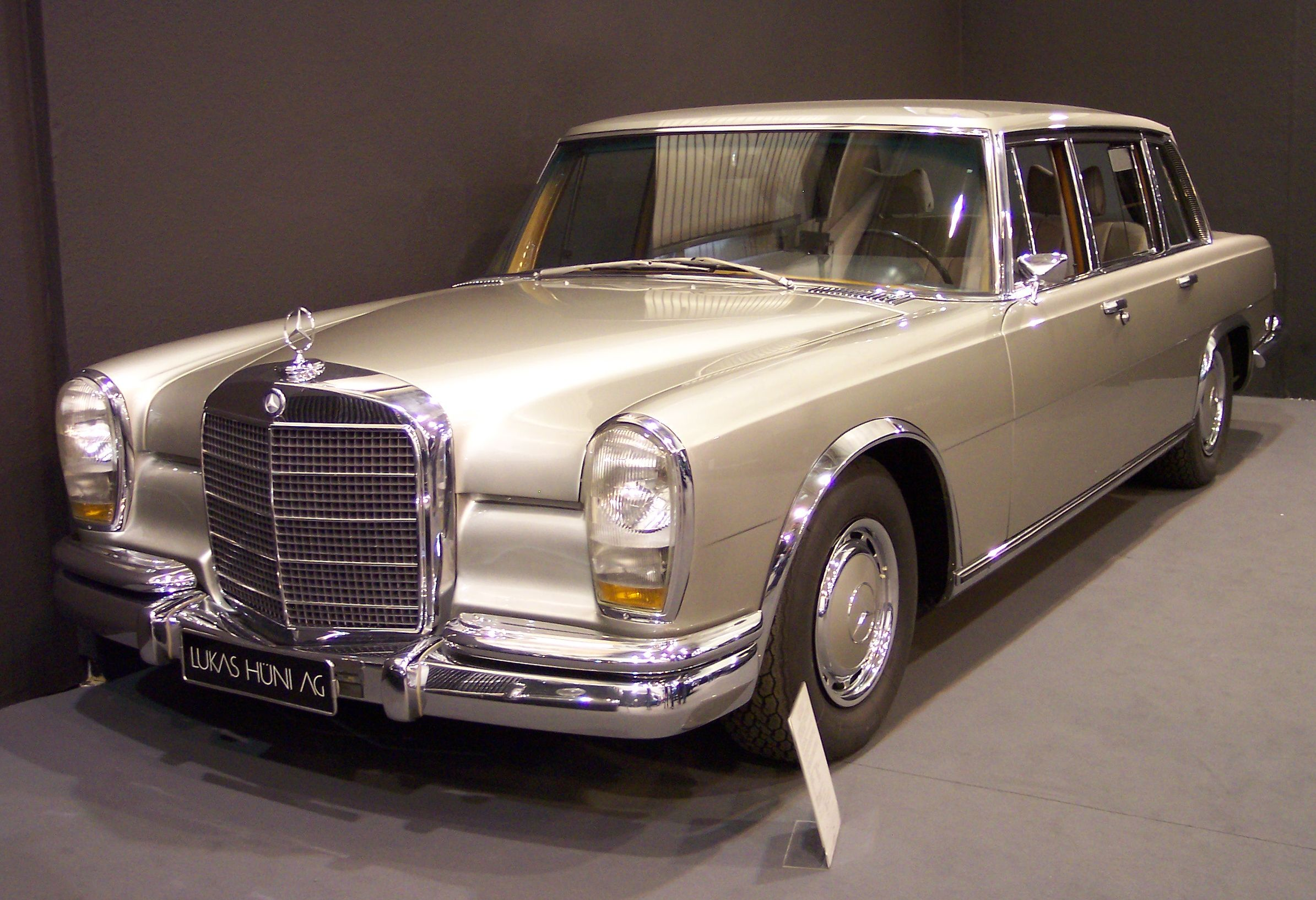
メルセデス・ベンツ・W100型
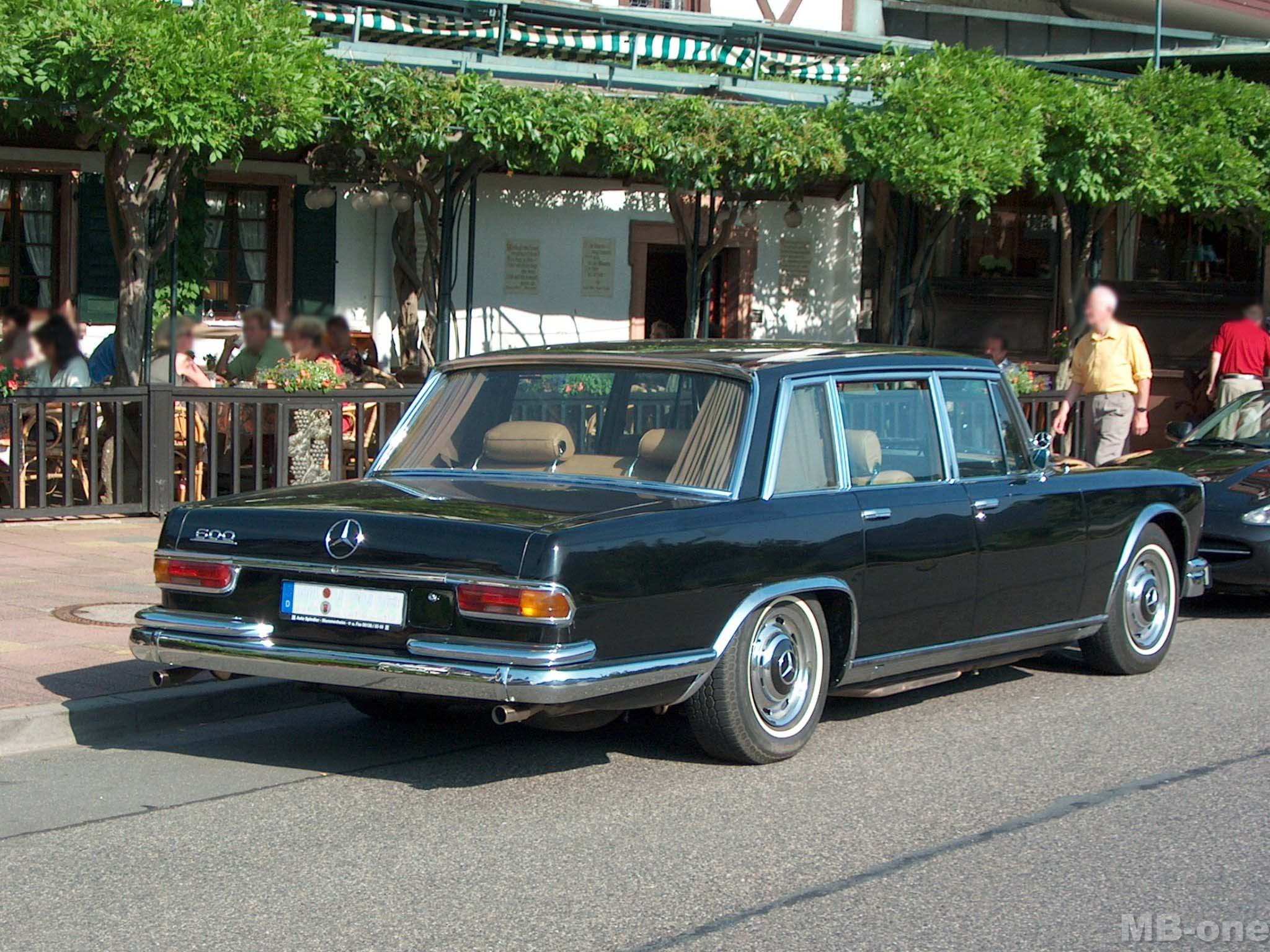
メルセデス・ベンツ・W100型
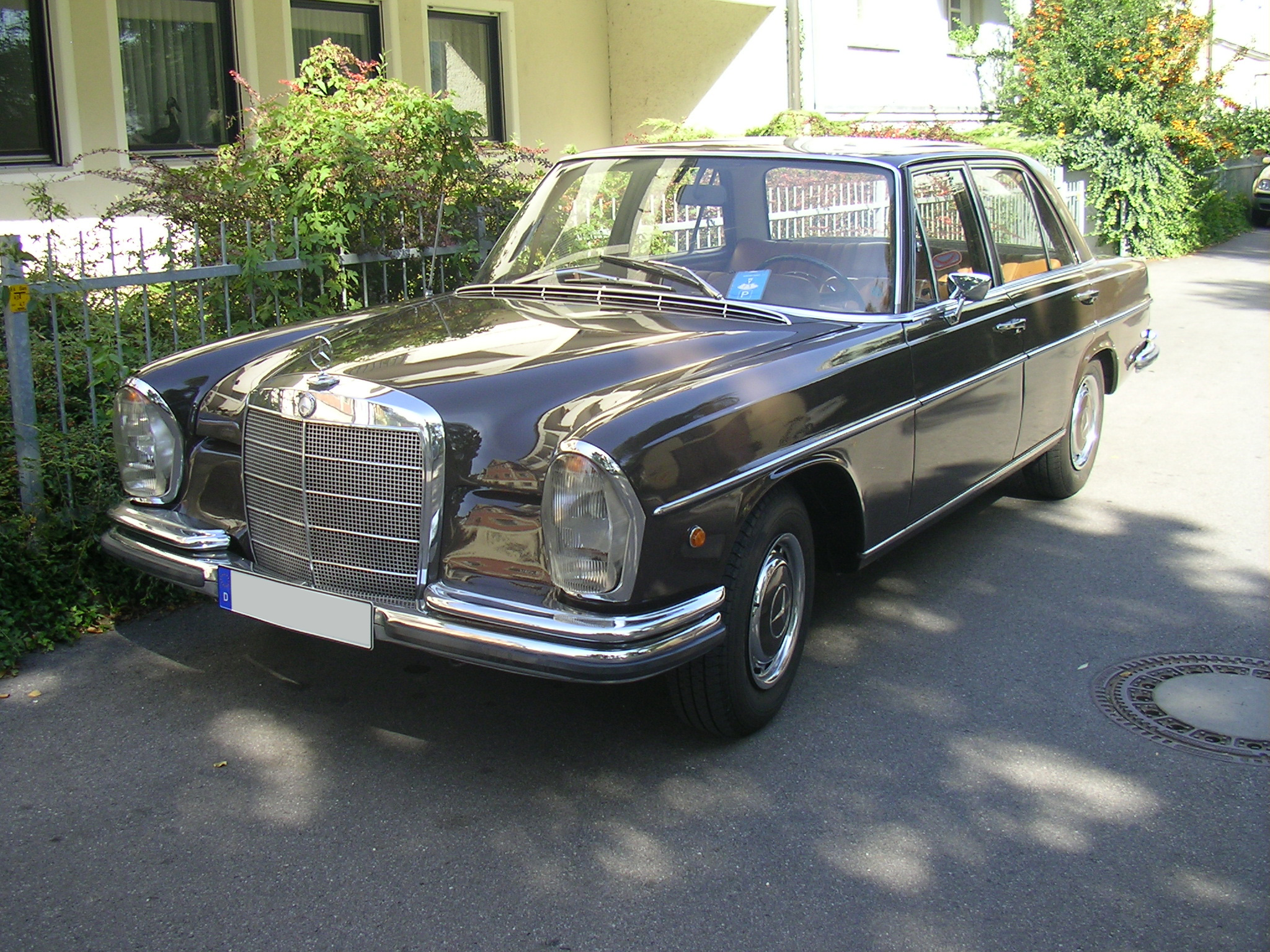
メルセデス・ベンツ・W108/W109型
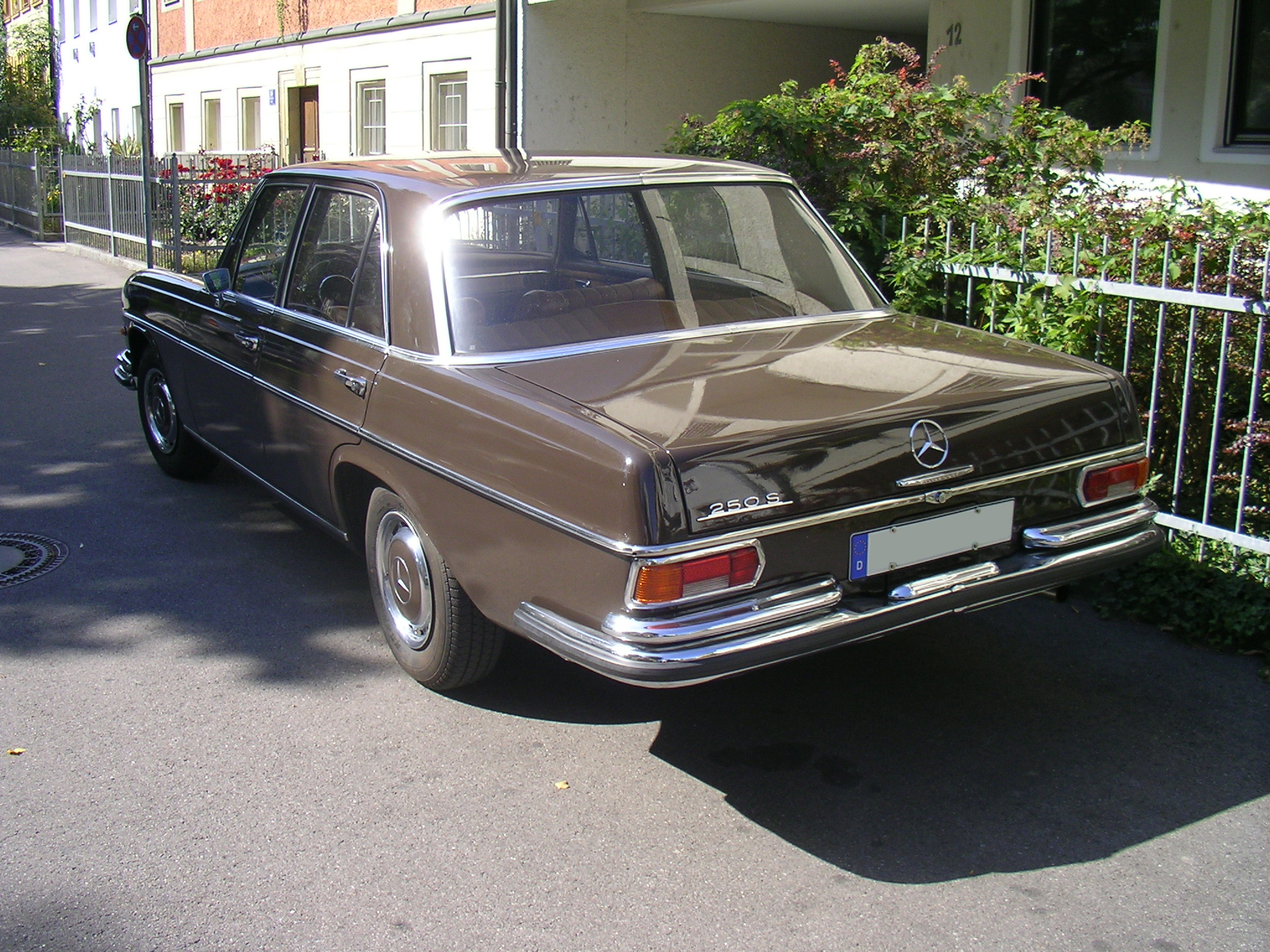
メルセデス・ベンツ・W108/W109型
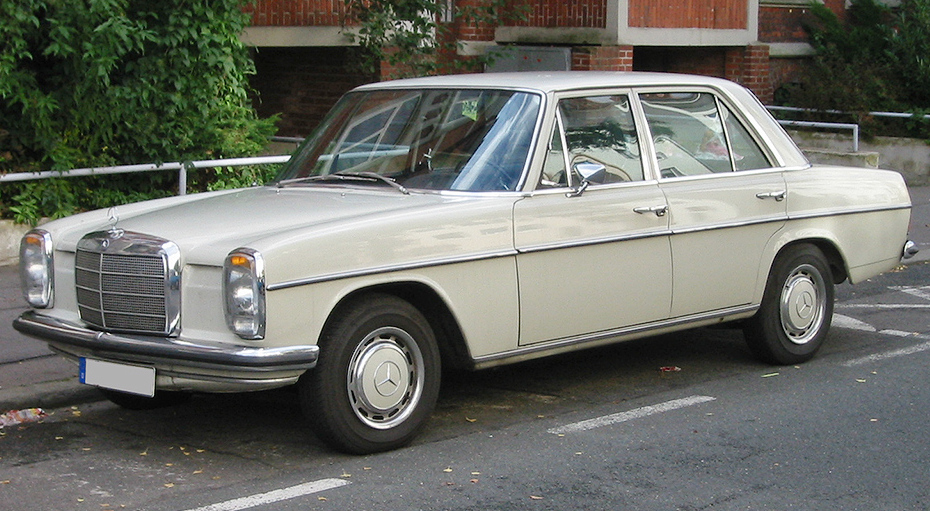
メルセデス・ベンツ・W114/W115型セダン
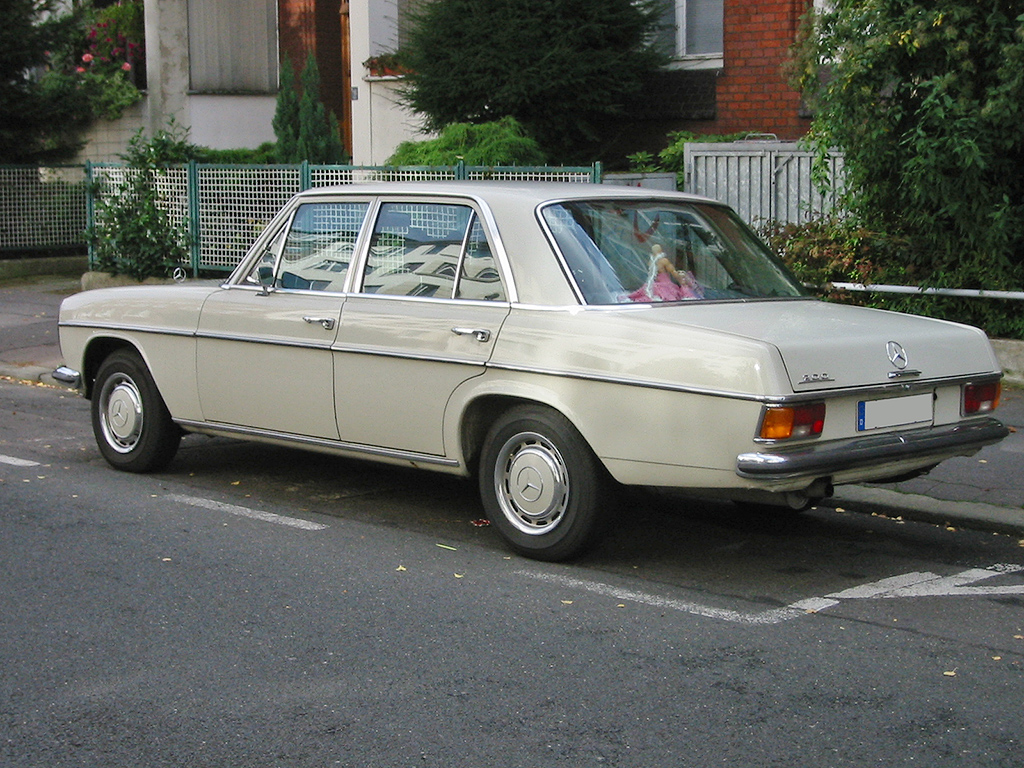
メルセデス・ベンツ・W114/W115型セダン
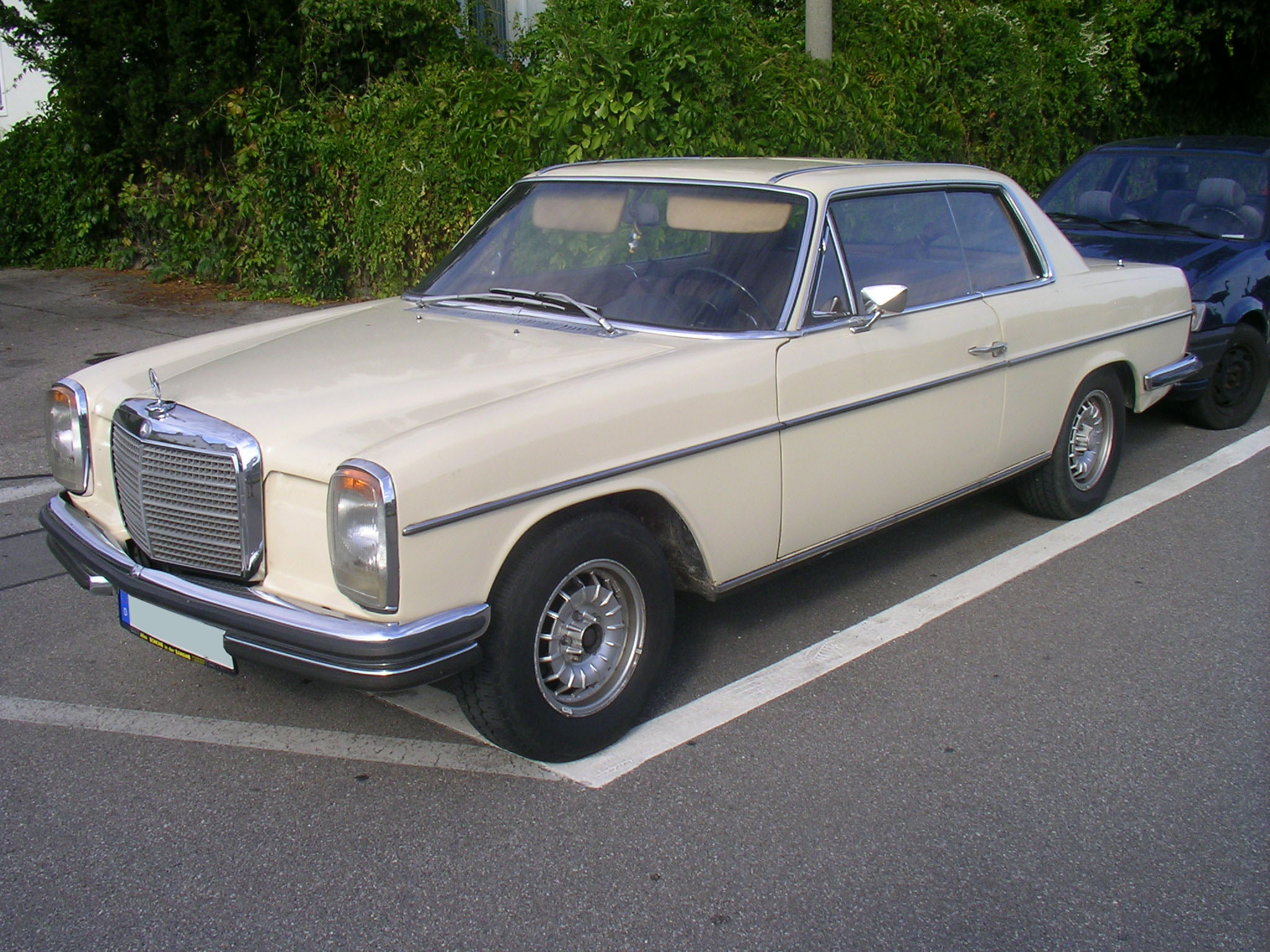
メルセデス・ベンツ・W114/W115型クーペ
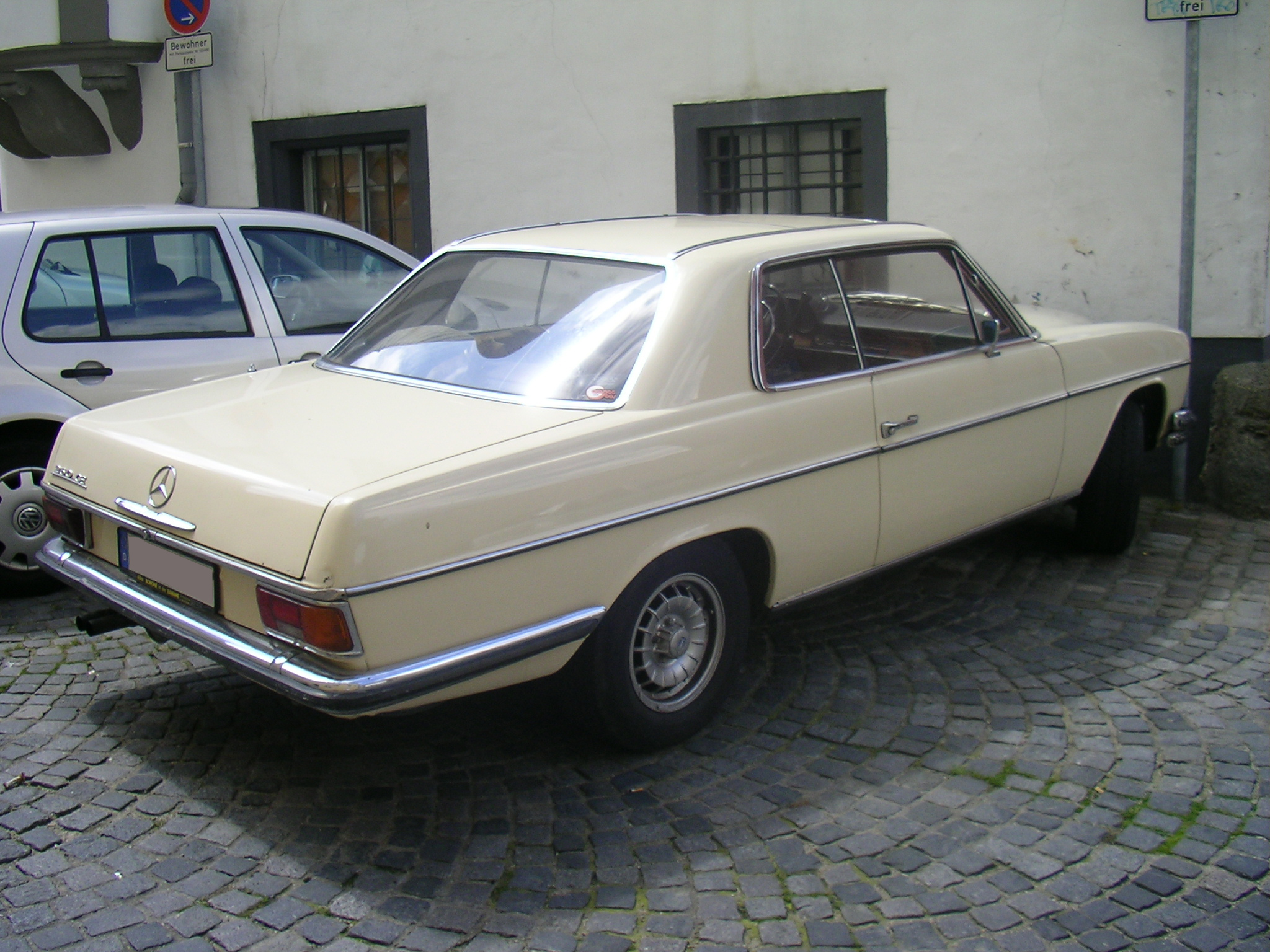
メルセデス・ベンツ・W114/W115型クーペ

### BMW時代（1970年 - 1974年）
- BMW・ターボ E25型（1972年）
- BMW・5シリーズE12型（1972年）
- BMW・3シリーズE21型（1975年）
- BMW・6シリーズE24型（1976年）
- BMW・7シリーズE23型（1977年）

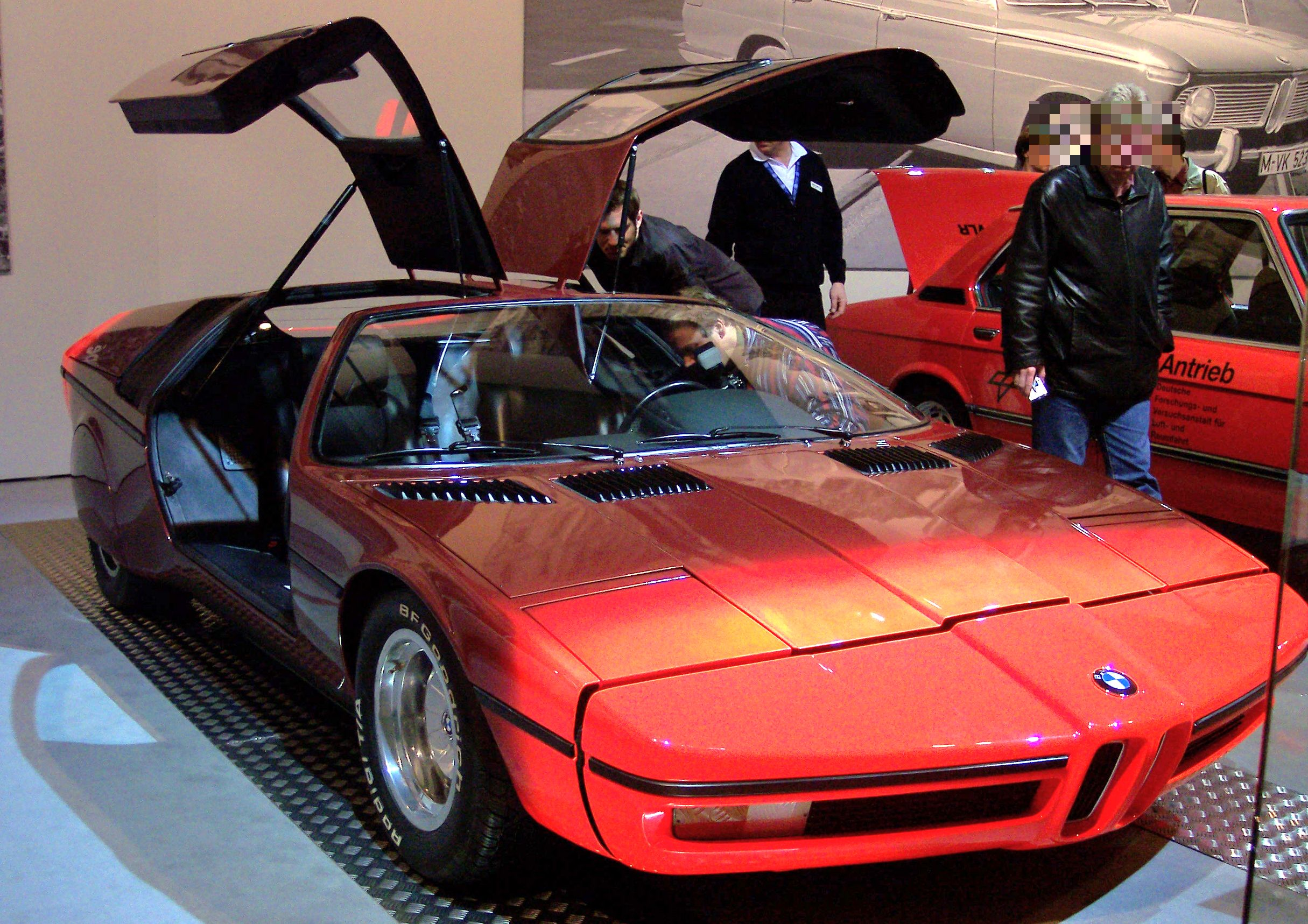
ターボE25型
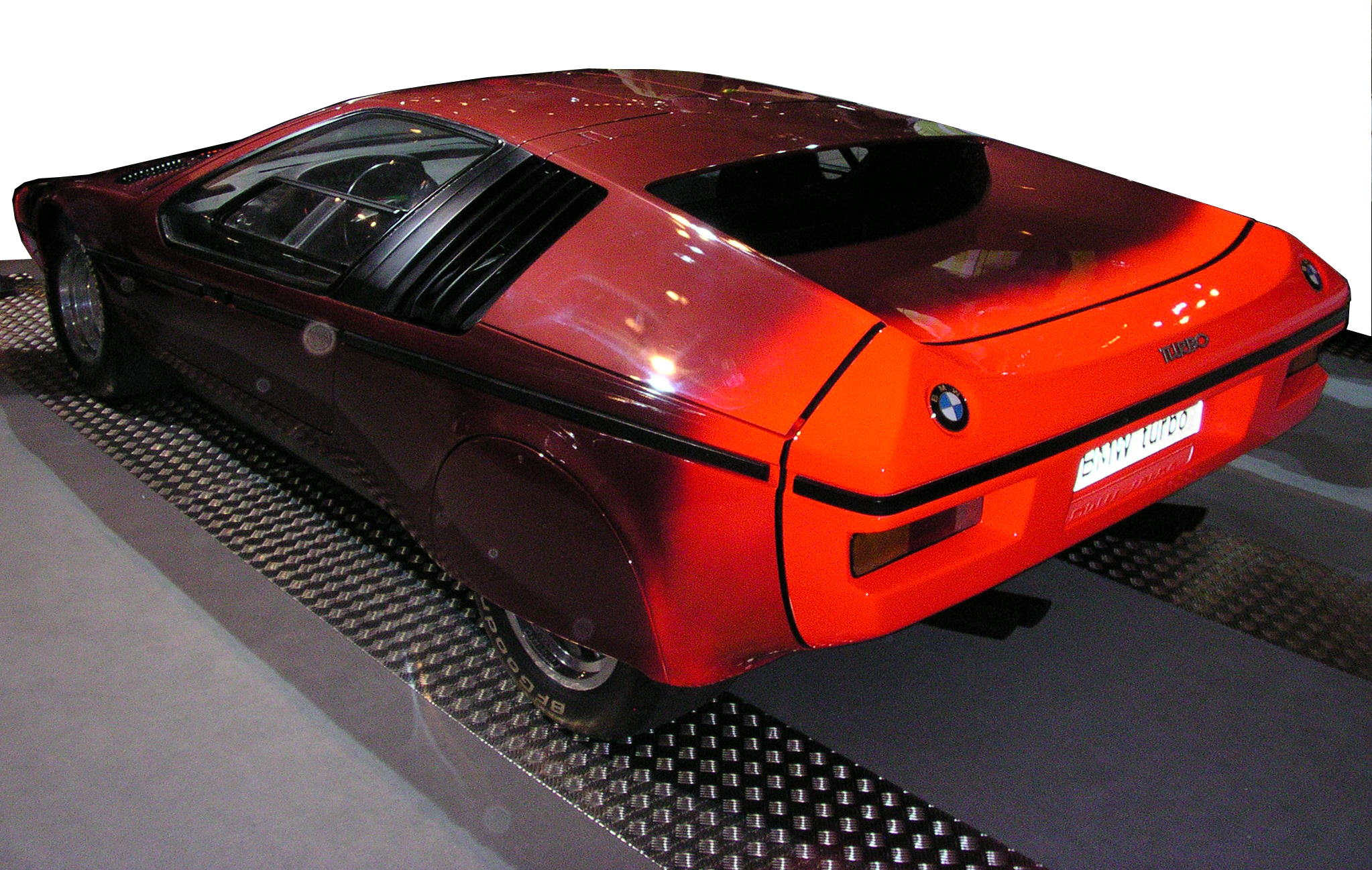
ターボE25型
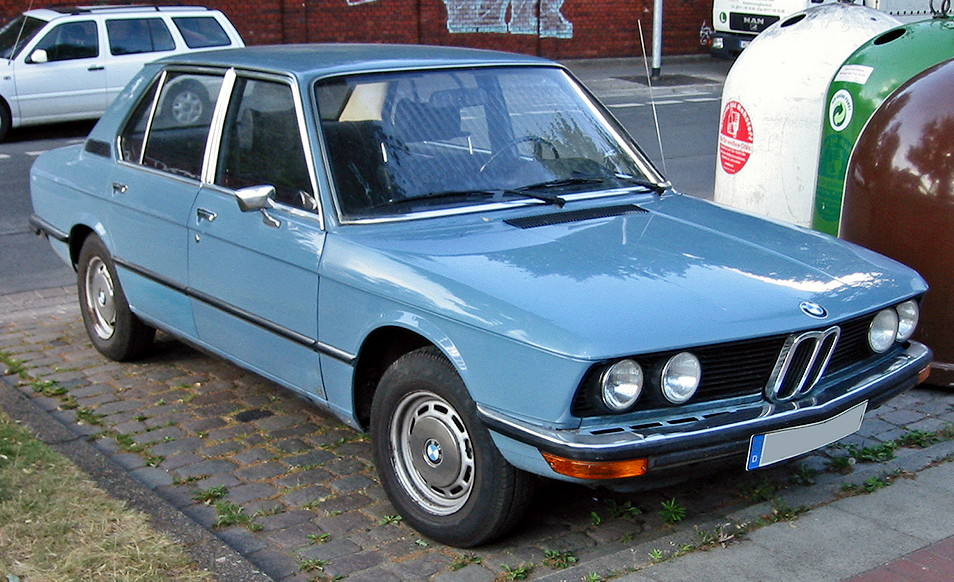
初代5シリーズ E12型
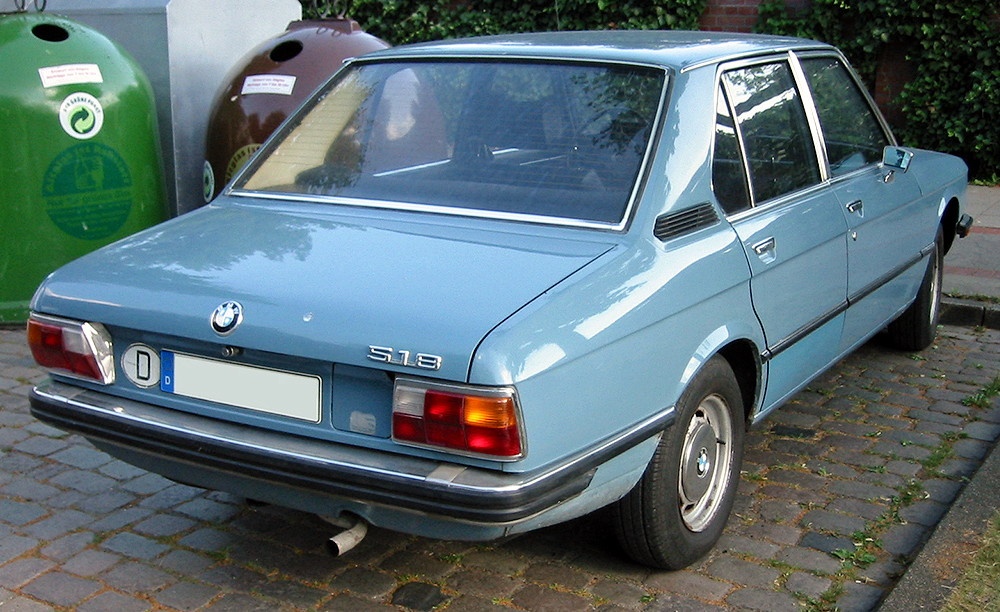
初代5シリーズ E12型
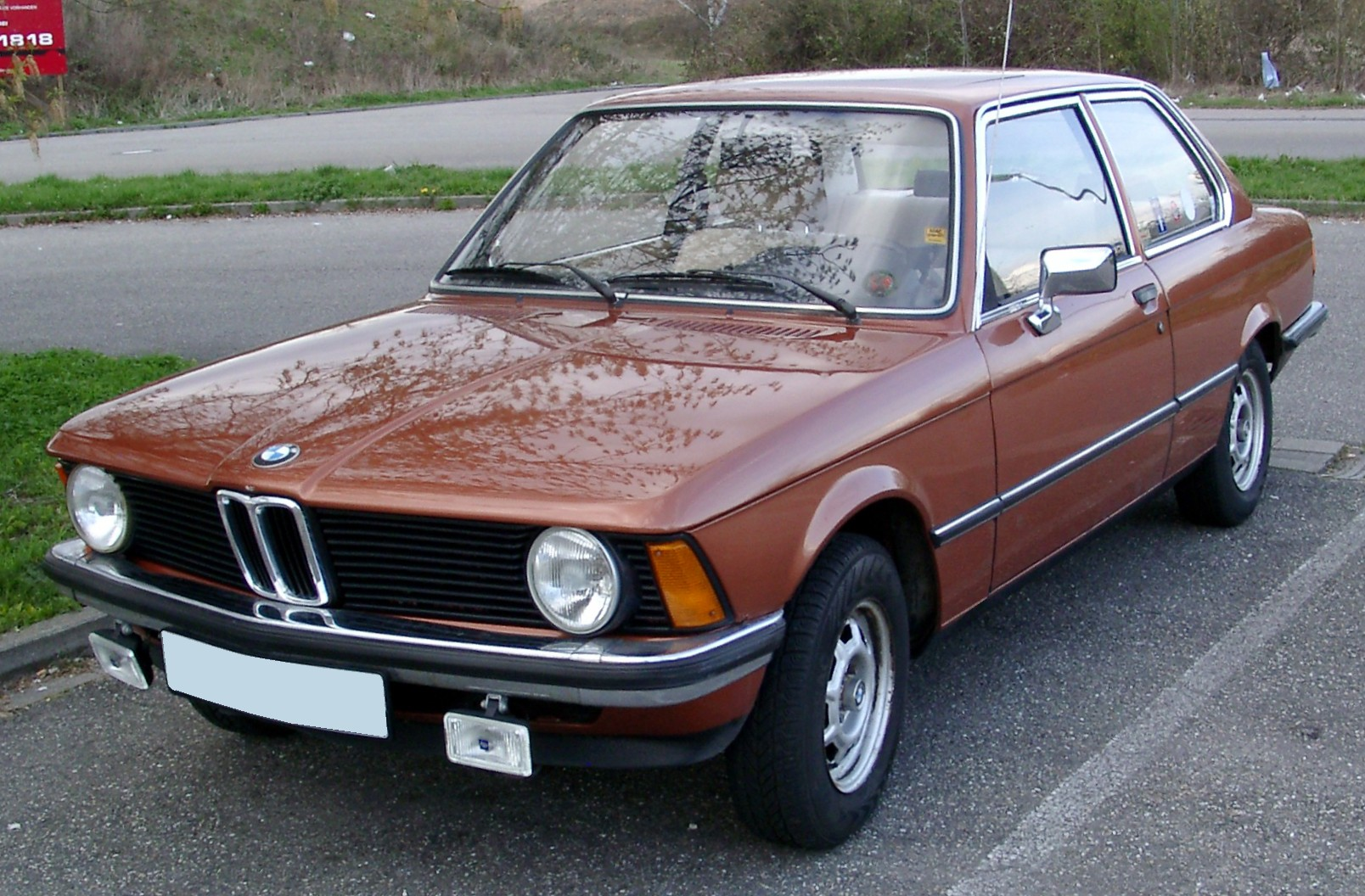
初代3シリーズ E21型
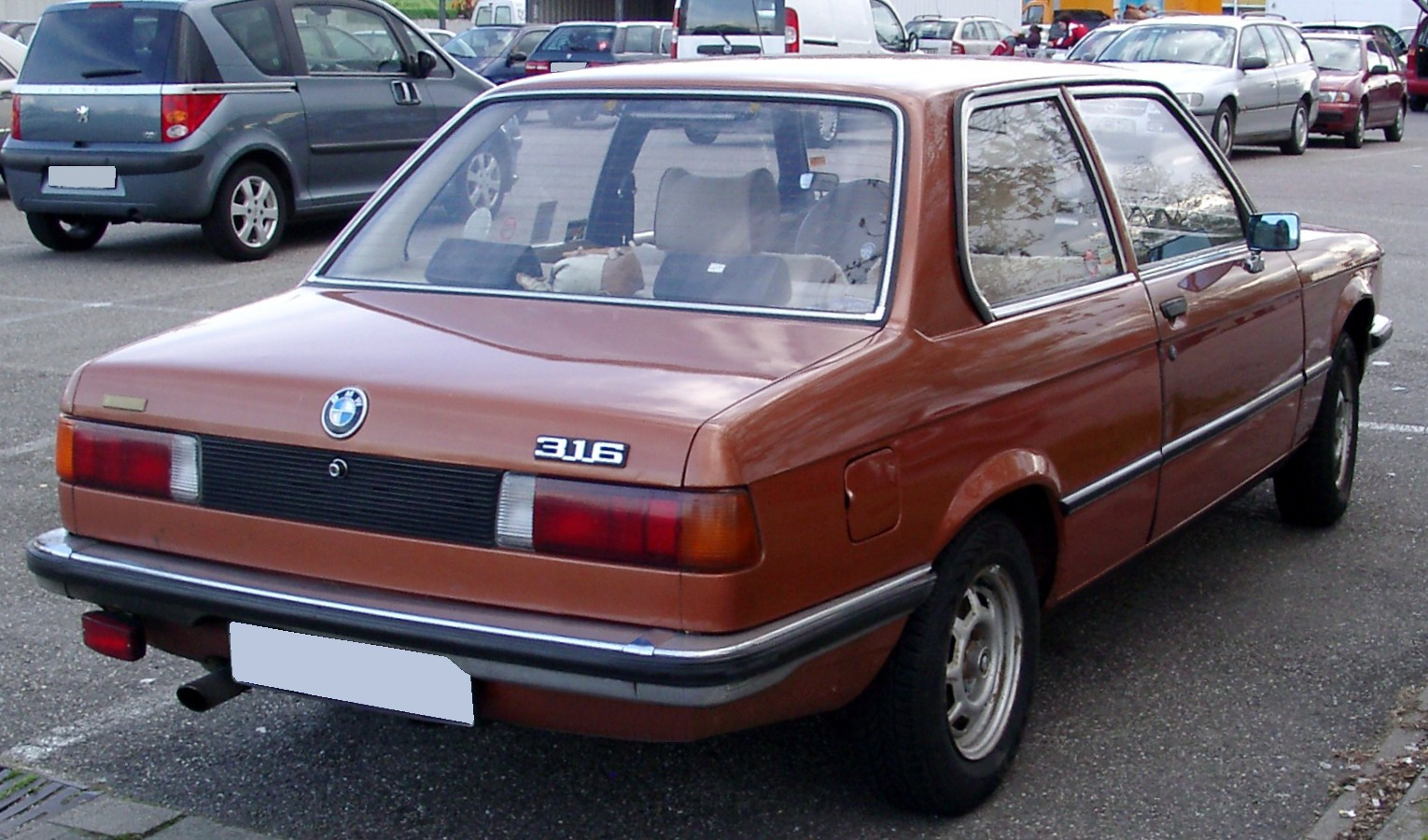
初代3シリーズ E21型
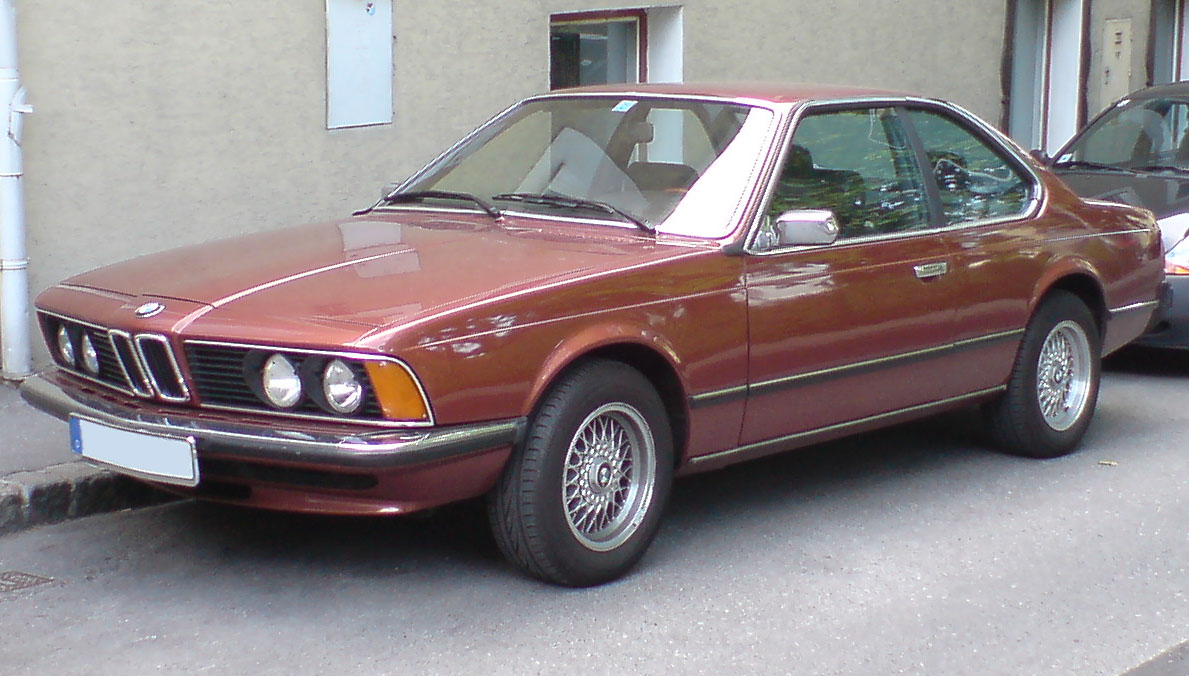
初代6シリーズ E24型
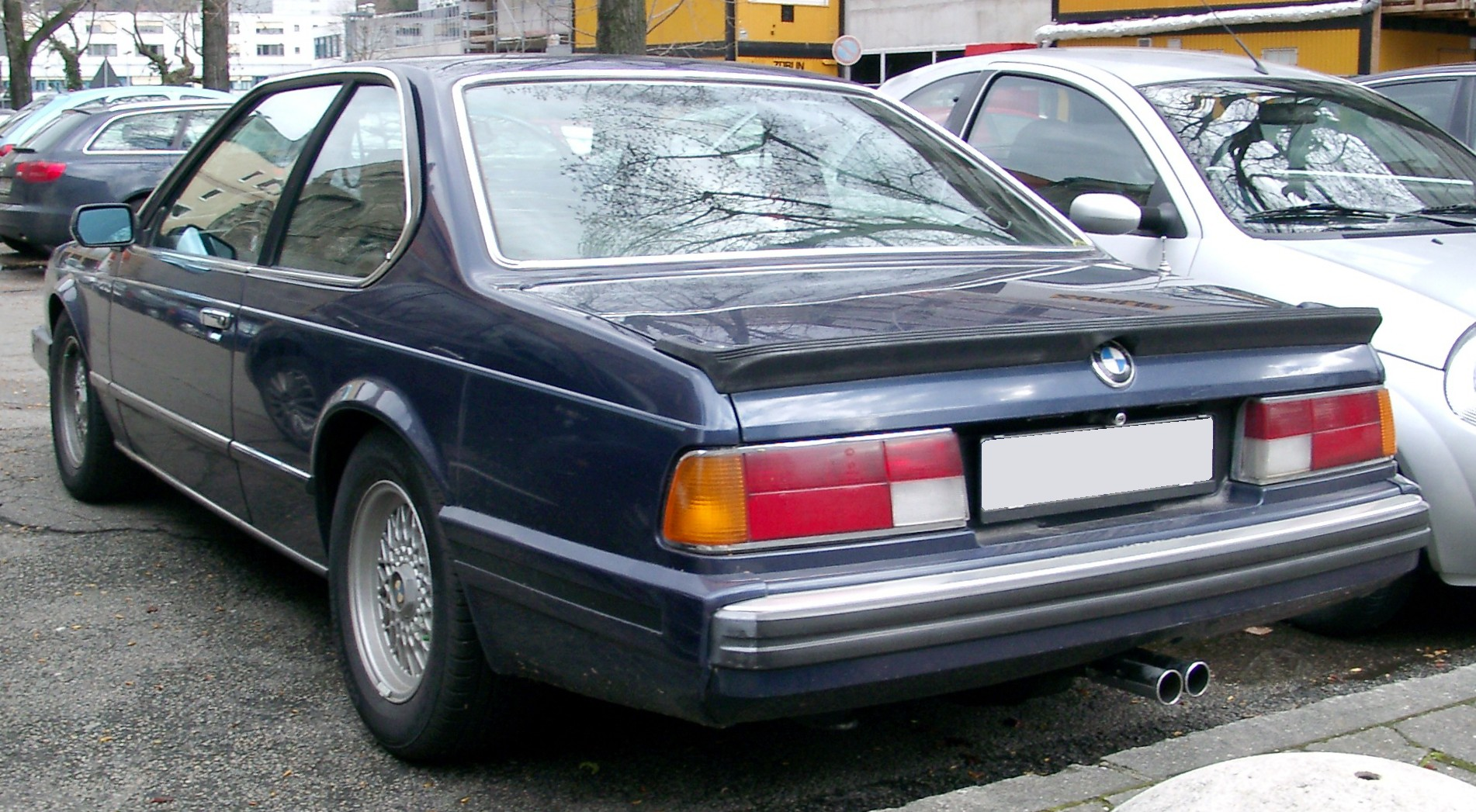
初代6シリーズ E24型
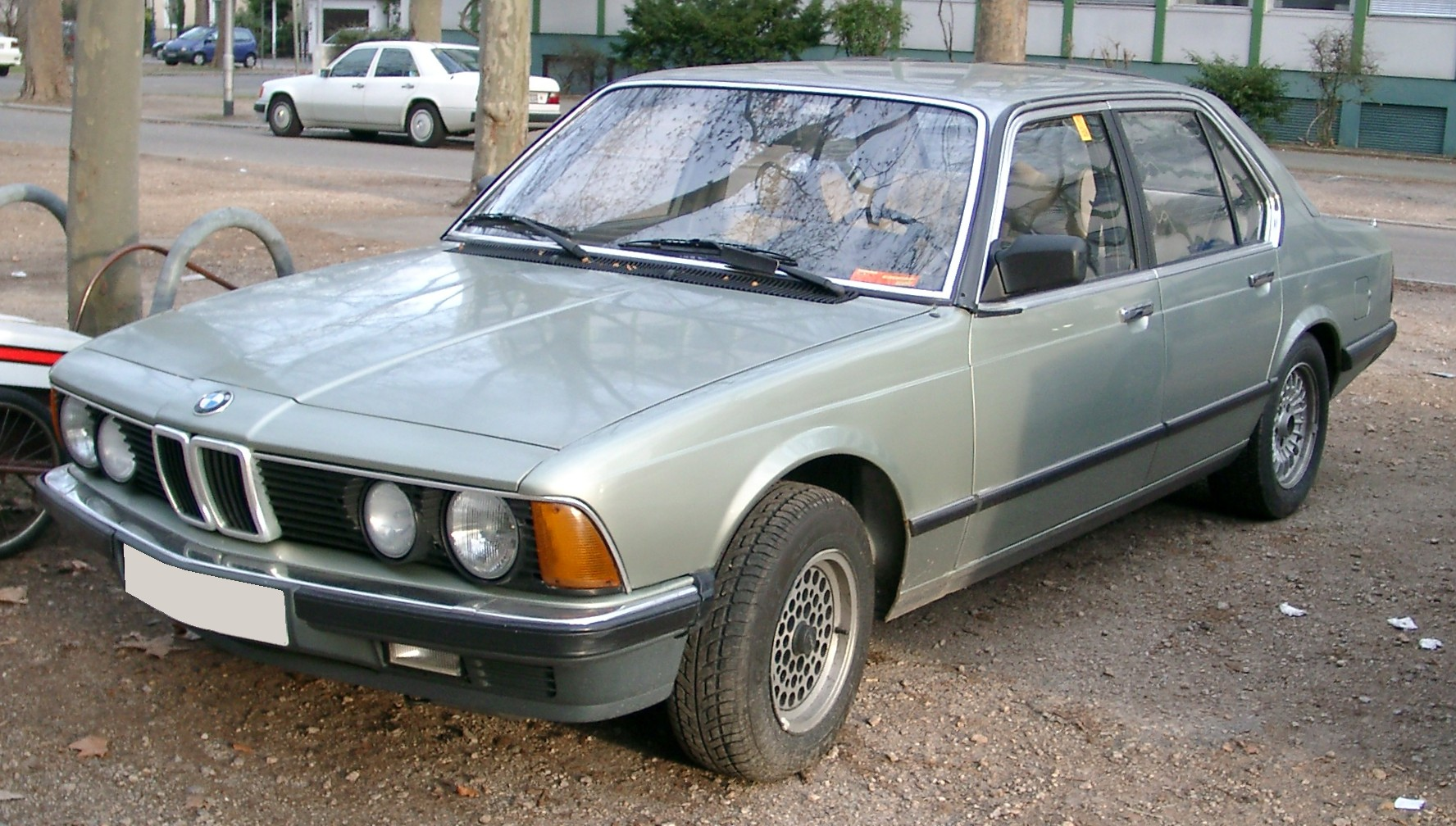
初代7シリーズ E23型
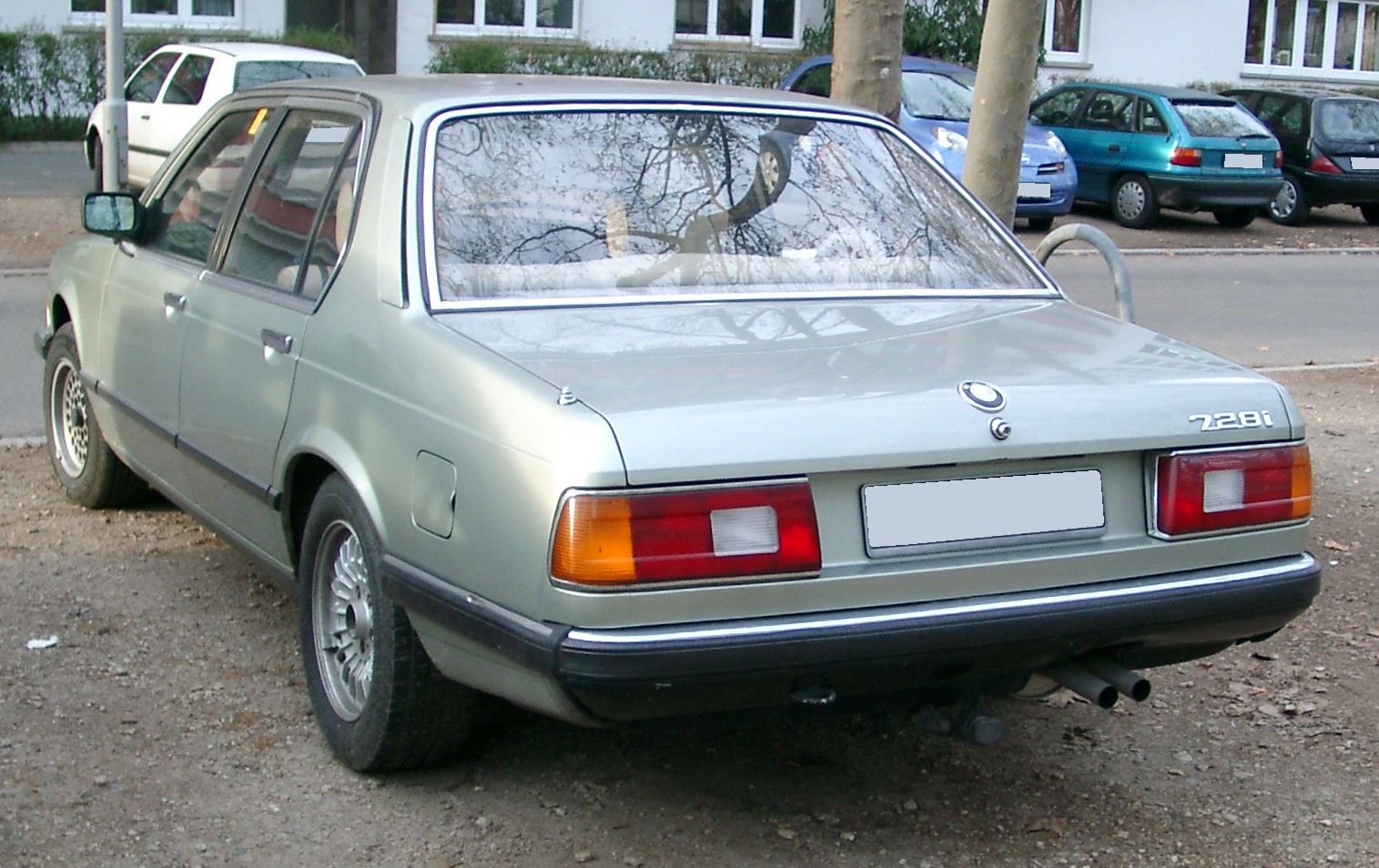
初代7シリーズ E23型

### プジョー時代　インテリア（1974年 - 1996年）
- プジョー・504 ローマ教皇専用車
- プジョー・305（1977年）
- プジョー・505（1979年）
- プジョー・205（1983年）
- プジョー・405（1986年）
- プジョー・605（1989年）
- プジョー・106（1991年）
- プジョー・406（1995年）
- プジョー・206（1998年）
- プジョー・クアザール（1988年）コンセプトカー
- プジョー・プロキシマ（1988年）コンセプトカー
- プジョー・オキシア（1988年）コンセプトカー

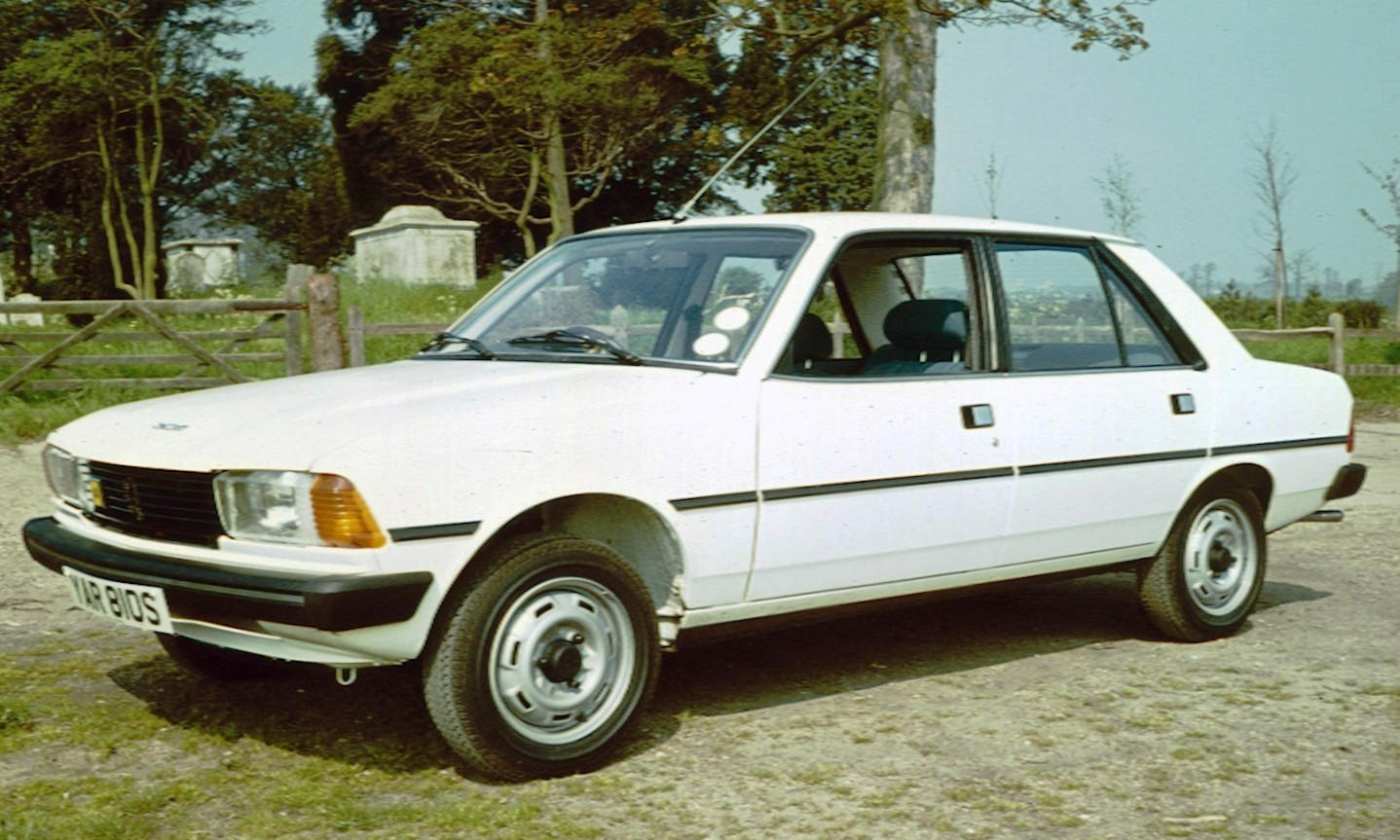
プジョー・305
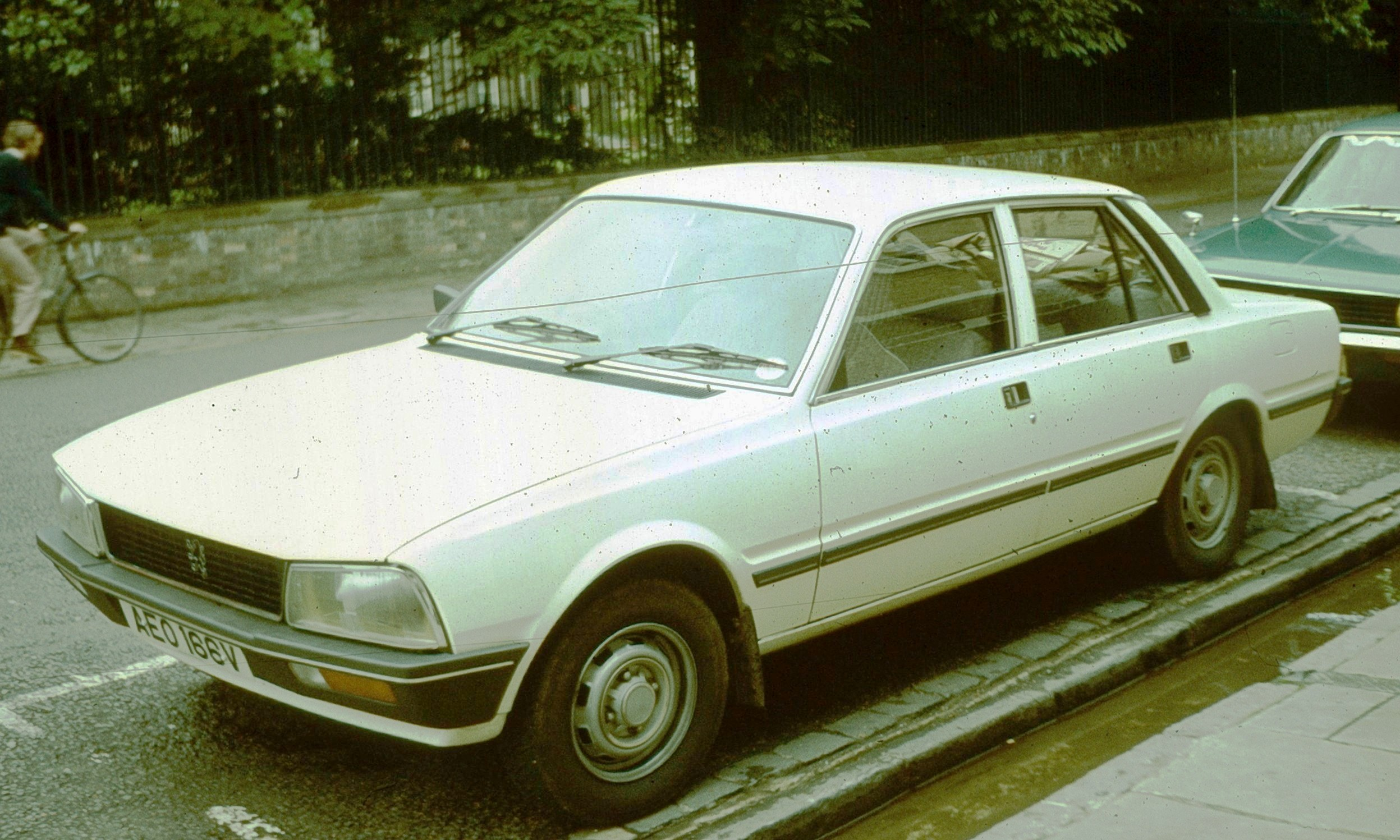
プジョー・505
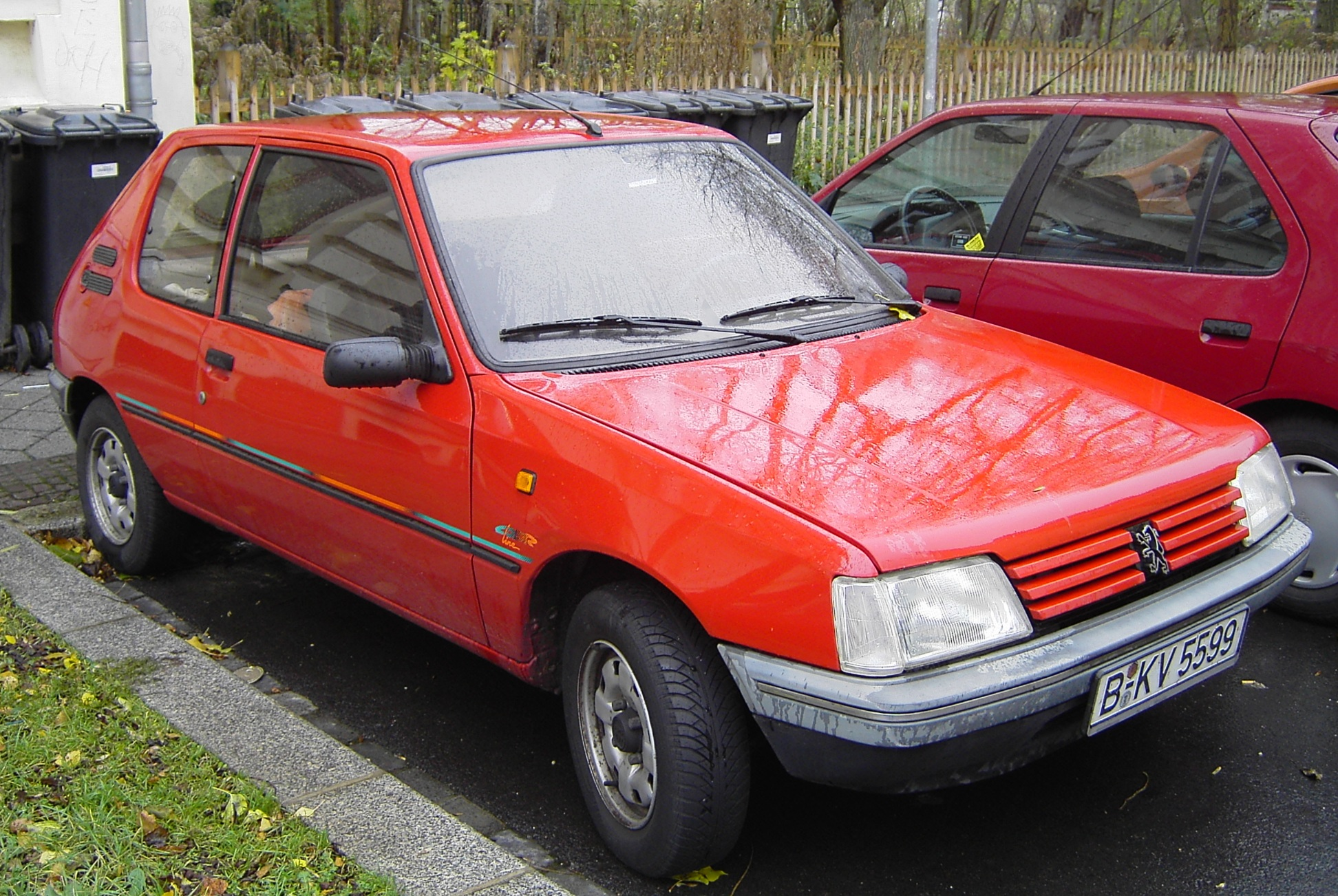
プジョー・205
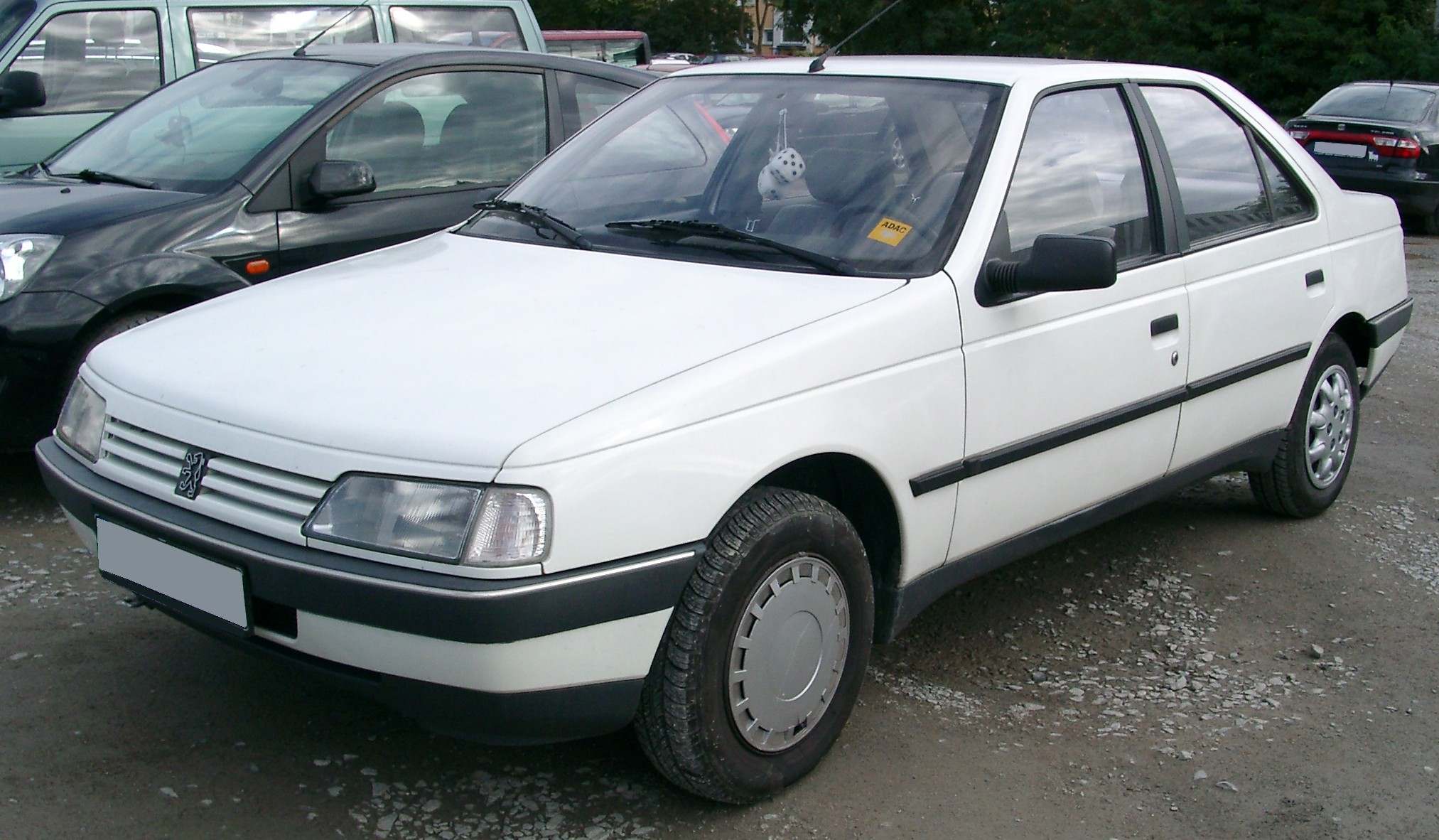
プジョー・405
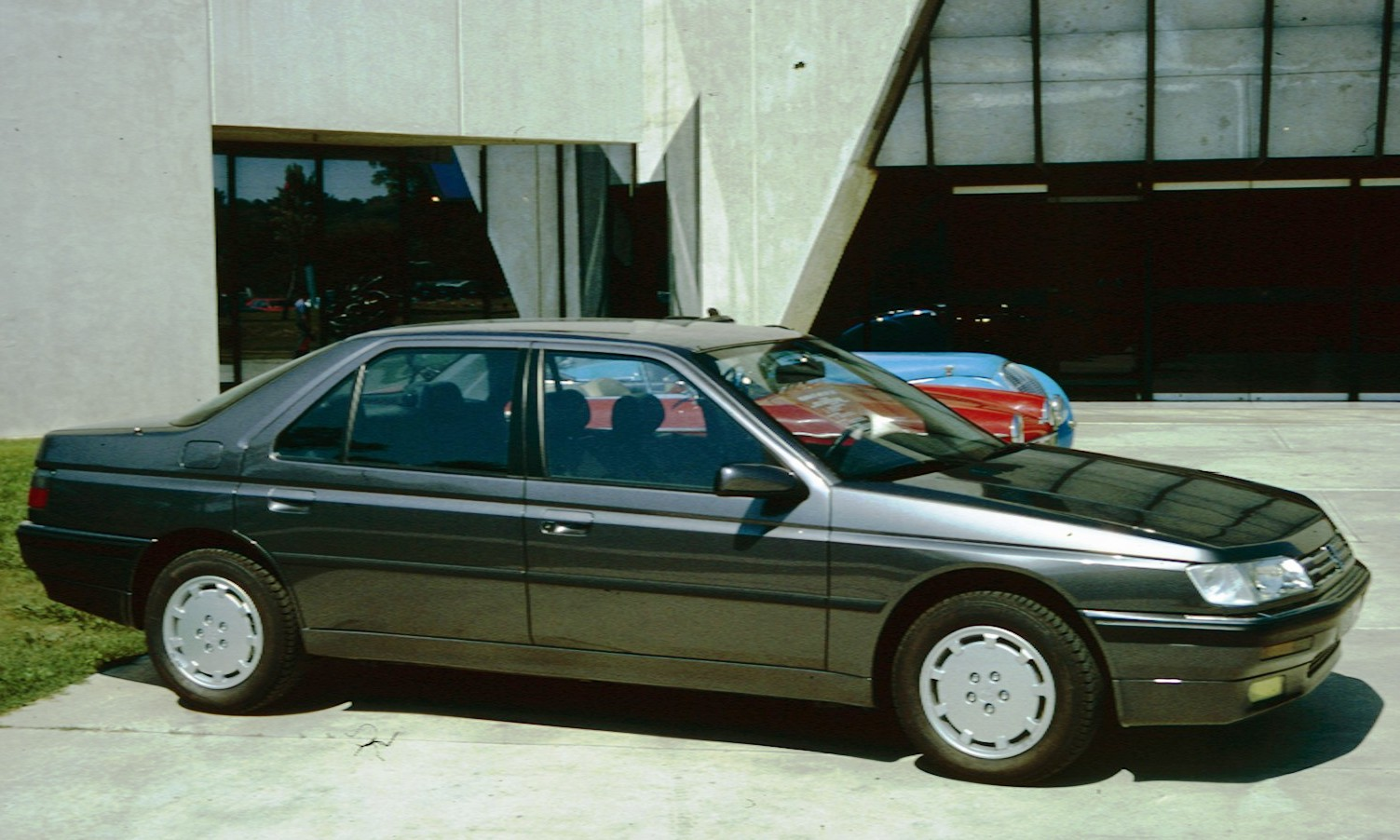
プジョー・605
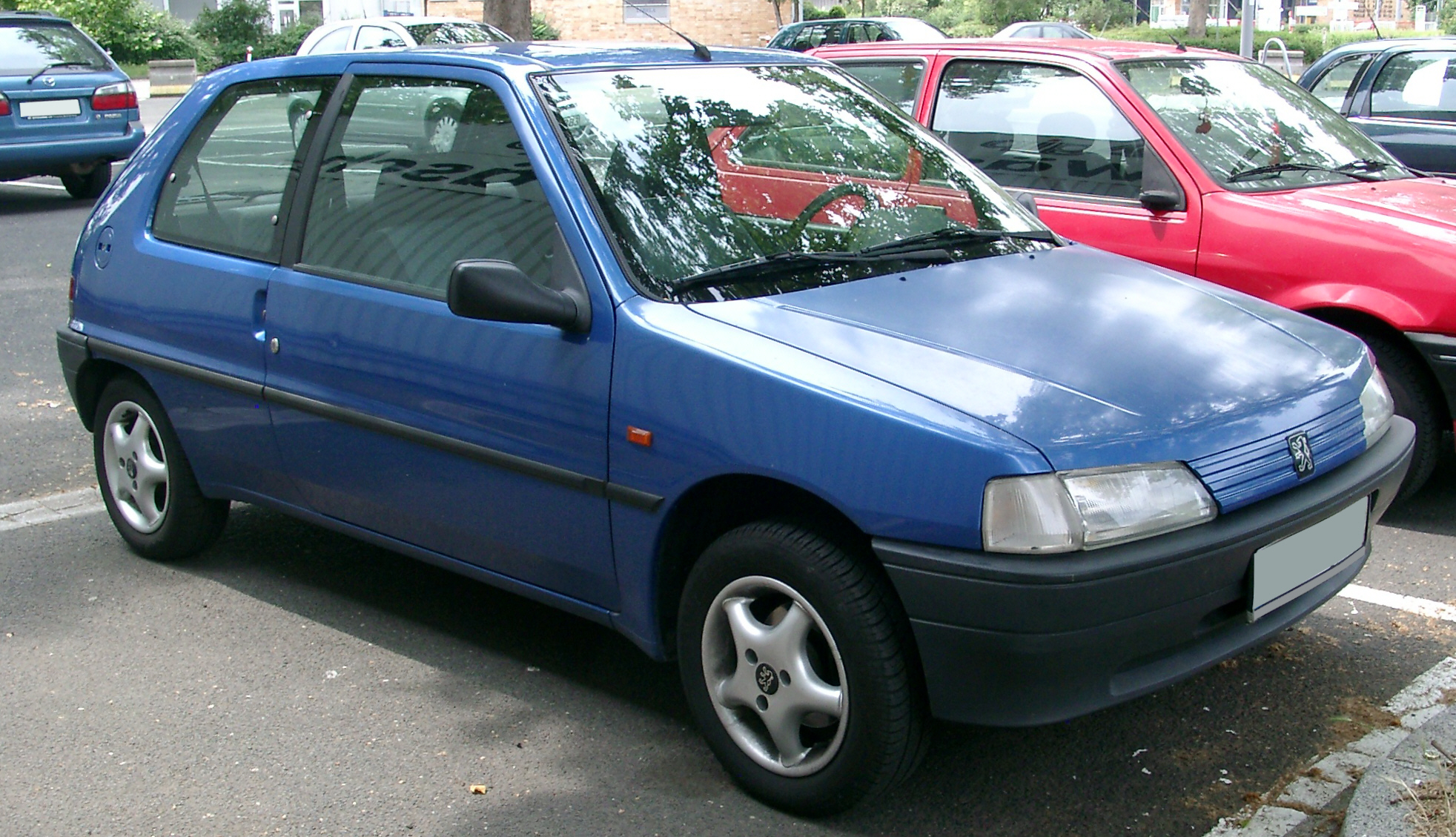
プジョー・106
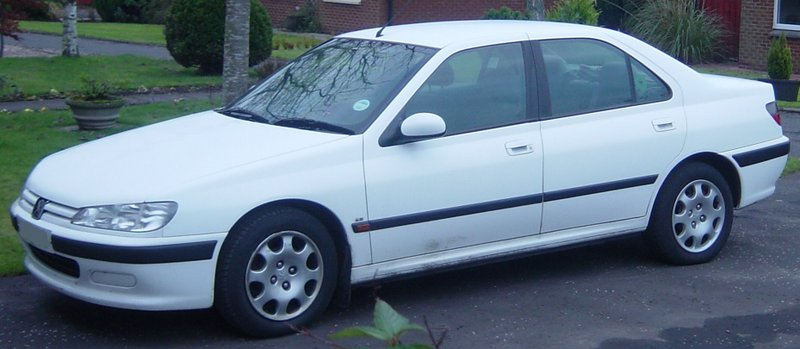
プジョー・406
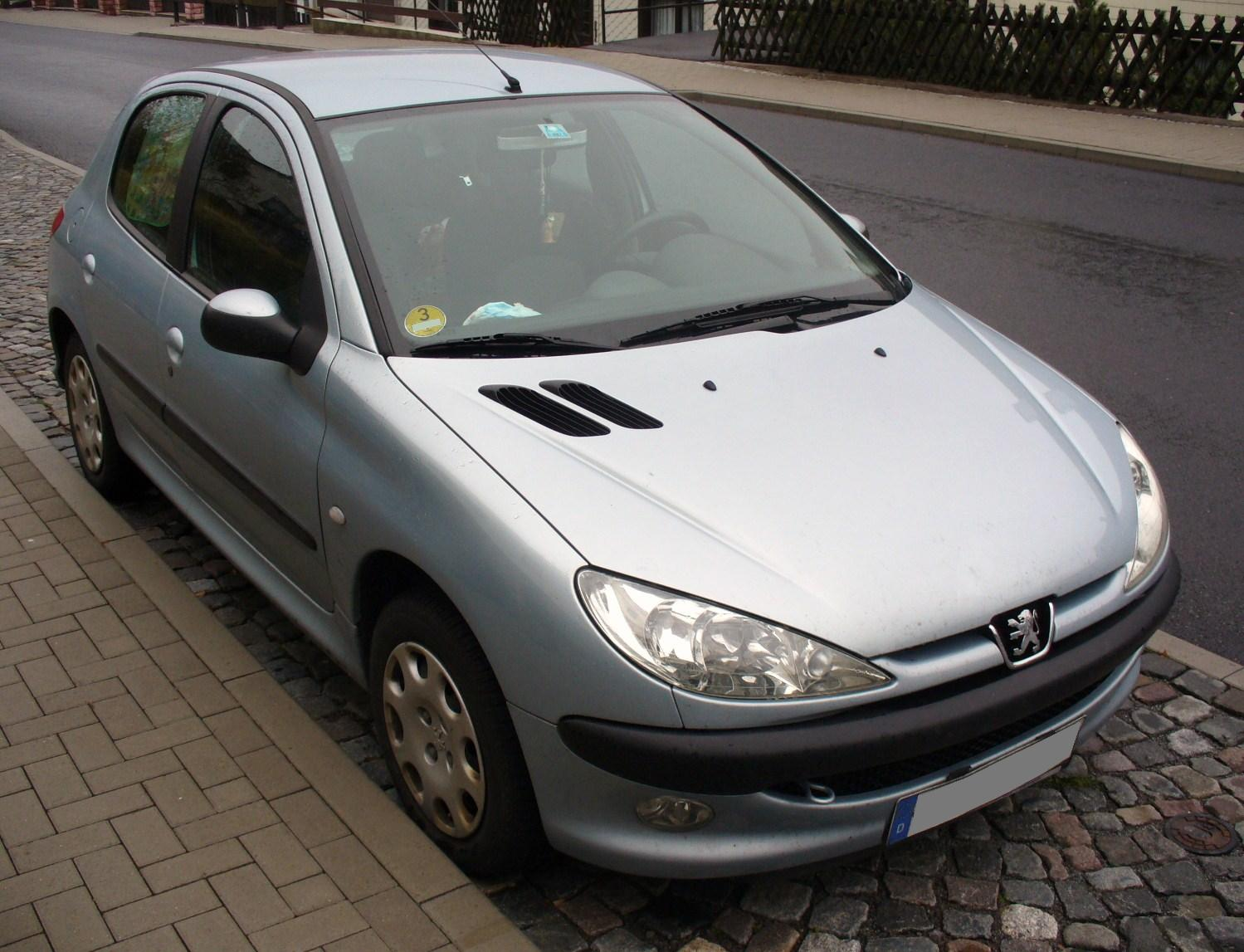
プジョー・206
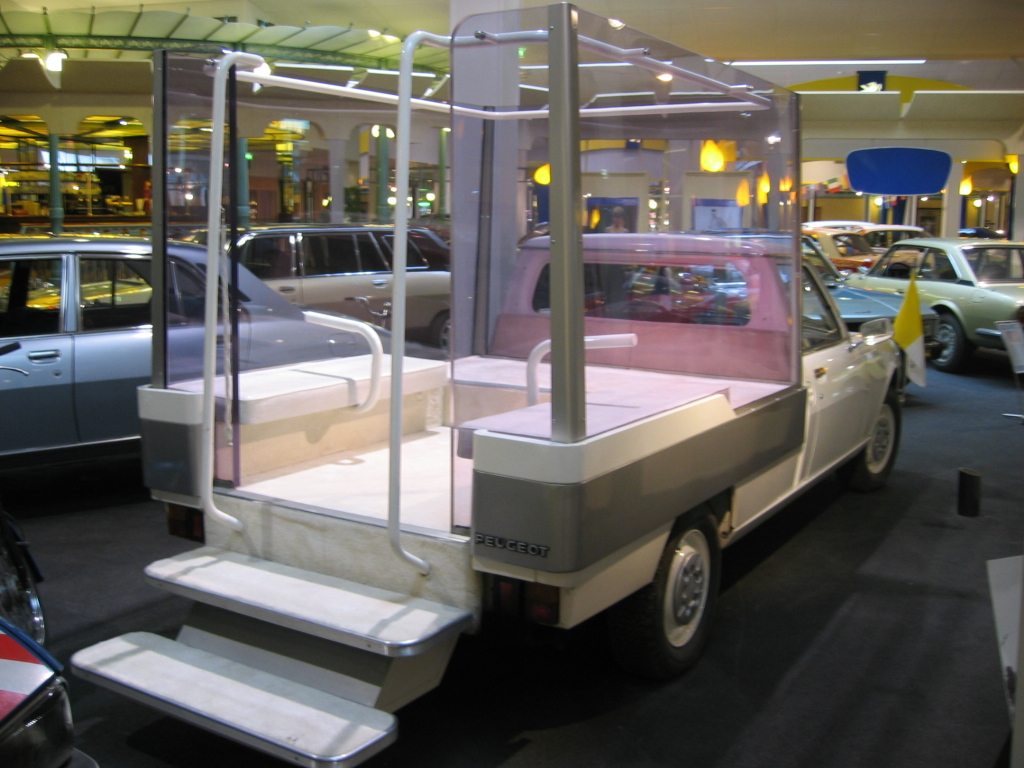
プジョー・504 ローマ教皇専用車
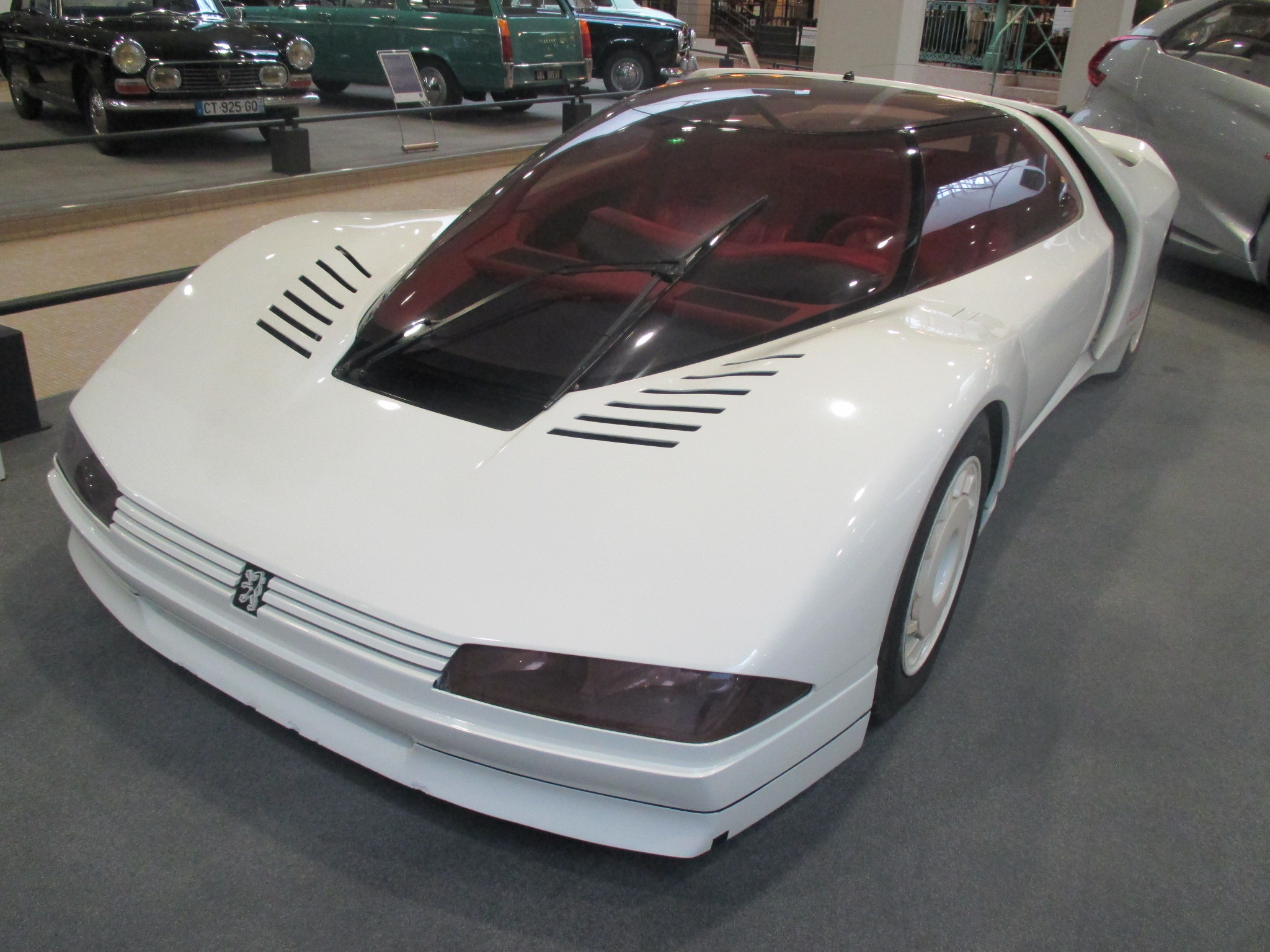
プジョー・クアザール
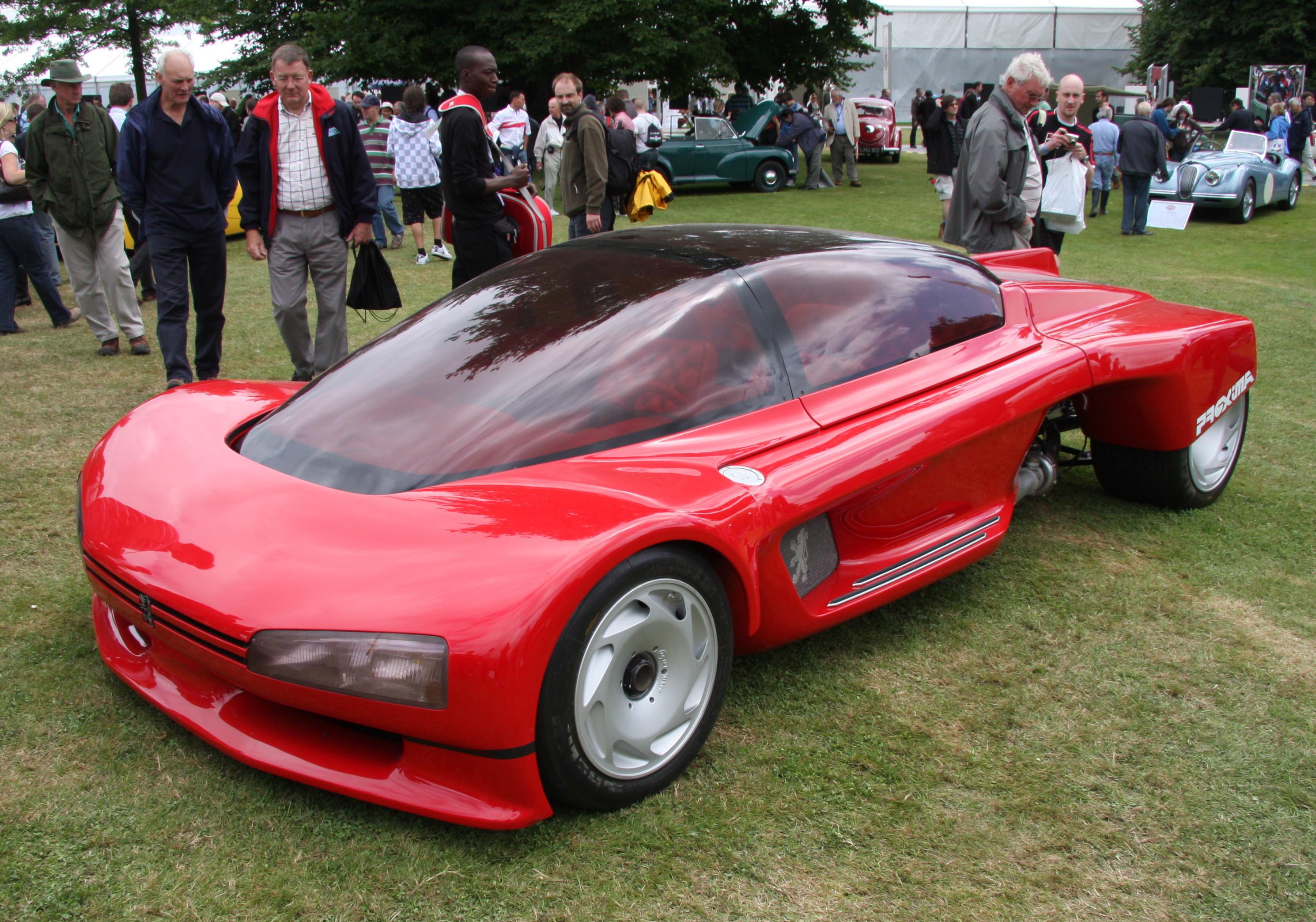
プジョー・プロキシマ
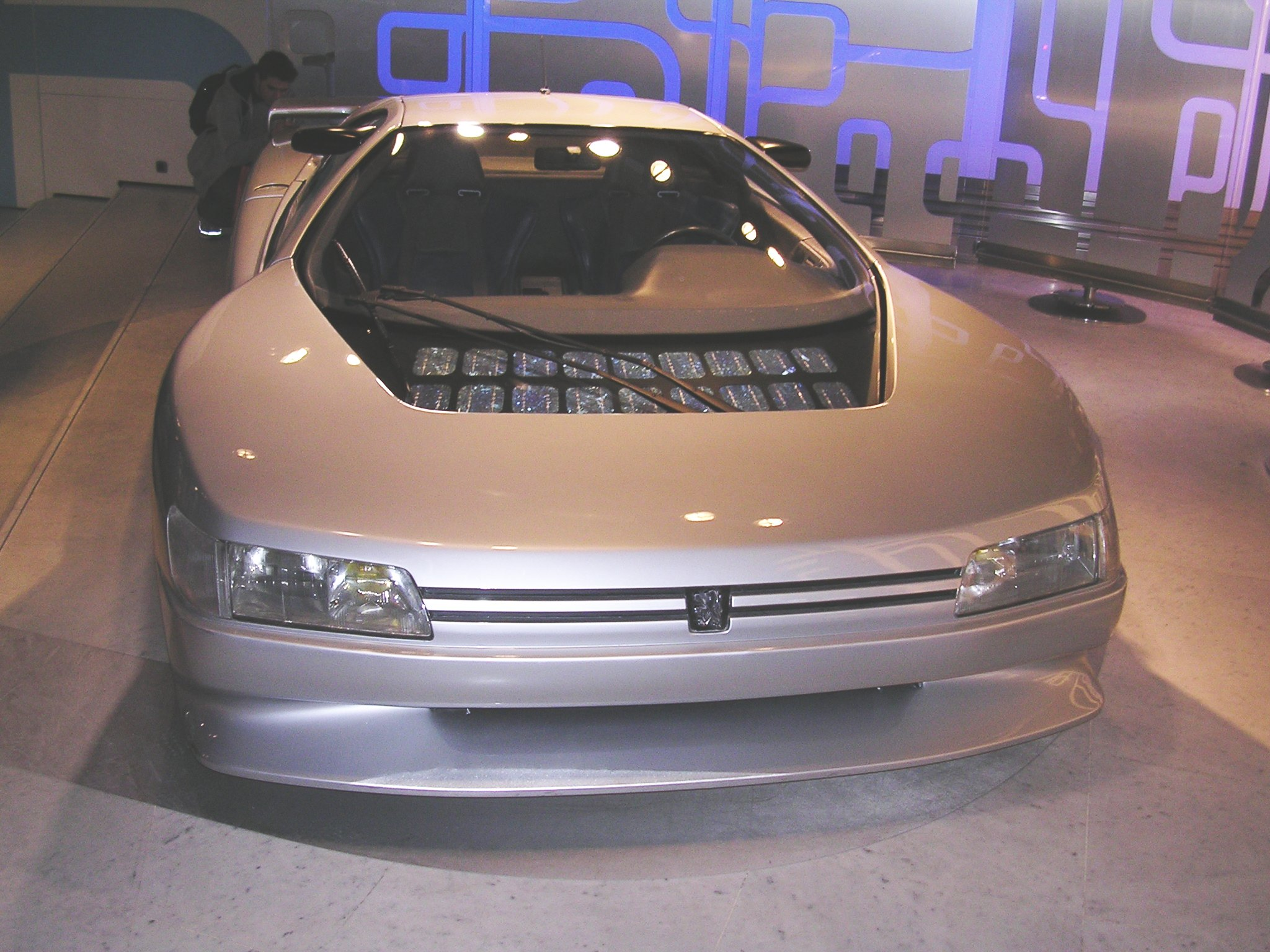
プジョー・オキシア